# Rafael Nadal
Rafael Nadal Parera [rafaˈel naˈðal paˈɾeɾa] (* 3. Juni 1986 in Manacor, Mallorca) ist ein ehemaliger spanischer Tennisspieler. Er beendete fünf Saisons (2008, 2010, 2013, 2017 und 2019) als Weltranglistenerster. Insgesamt stand er 209 Wochen an der Spitze der Weltrangliste. In seiner Karriere gewann Nadal 92 Titel im Einzel sowie elf im Doppel.
Nadal gewann 22 Grand-Slam-Titel im Einzel und steht damit auf der Rekordliste hinter dem Serben Novak Đoković (24 Grand-Slam-Titel). Kein Spieler konnte in der Tennisgeschichte ein Grand-Slam-Turnier im Einzel öfter gewinnen als Nadal die French Open mit 14 Turniersiegen. Viermal war Nadal bei den US Open erfolgreich, dazu kommen je zwei Siege in Wimbledon und bei den Australian Open. Damit ist er einer von nur vier Spielern, die aus jedem der vier Grand-Slam-Turniere wenigstens zweimal als Sieger hervorgingen. Zudem gewann Nadal bei den Olympischen Spielen 2008 in Peking die Goldmedaille im Einzel und bei den Olympischen Spielen 2016 in Rio de Janeiro zusammen mit Marc López die Goldmedaille im Doppel. Fünfmal (2004, 2008, 2009, 2011 und 2019) gewann Nadal den Davis Cup mit der spanischen Mannschaft. Anfang 2011 wurde er für seine Leistungen zum Weltsportler des Jahres 2010 gewählt, zehn Jahre später, also 2020, wurde er zum zweiten Mal mit dem Laureus World Sports Award geehrt.
Nadal hält den Rekord der längsten Siegesserie auf Sand. Zwischen April 2005 und Mai 2007 gewann er auf Sand 81 Partien in Folge, ehe er im Endspiel des Hamburger Masters-Turniers gegen Roger Federer verlor. Er gewann das Masters-Turnier in Monte Carlo elfmal, das ATP-500-Turnier in Barcelona sogar zwölfmal. Von vielen wird der erfolgreichste Sandplatzspieler der letzten zwei Jahrzehnte als der beste Spieler auf diesem Belag in der Geschichte des Tennissports angesehen. Aus diesem Grund wird er auch „Sandplatzkönig“ genannt.
Im November 2024 beendete Nadal beim Davis Cup in Málaga seine Karriere.

## Persönliches
Rafael Nadal wurde als Sohn von Sebastián Nadal und Ana Maria Parera in Manacor auf der Insel Mallorca geboren. Sein Großvater väterlicherseits war der gleichnamige Musiker und Dirigent Rafael Nadal (1929–2015). Sein vollständiger Name lautet Rafael Nadal Parera, wobei sein erster Nachname Nadal in dem auf Mallorca gesprochenen Katalanisch Weihnachten bedeutet. Er hat eine jüngere Schwester namens María Isabel (Maribel). Vater Sebastián besitzt ein Unternehmen für Glas und Fenster in Manacor, wo die Großfamilie Nadal einschließlich Rafael bis heute wohnt. Nach der 10. Klasse ging Nadal mit 16 Jahren von der Schule ab. Zugunsten seiner Sportlerkarriere verzichtete er auf eine weitere schulische Ausbildung. Seit 2005 ist er mit Maria Francisca Perello liiert, die er am 19. Oktober 2019 in Pollença heiratete. Beide sind bestrebt, ihr Privatleben möglichst von der Öffentlichkeit fernzuhalten. Im Oktober 2022 wurde sein erstes Kind geboren. Der Sohn heißt wie der Vater Rafael. Am 7. August 2025 kam ihr zweiter gemeinsamer Sohn zu Welt.
Rafael Nadal hat in seiner Heimatstadt Manacor eine eigene Tennisakademie mit Sportcenter und Museum aufgebaut. Er selbst lebt in der mallorquinischen Stadt Porto Cristo.

## Kindheit und Jugend
Schon früh in seiner Kindheit interessierte sich Rafael für Sport, nicht zuletzt deswegen, weil drei seiner Onkel Profisportler waren. Seine Onkel Rafael Nadal und Miguel Ángel Nadal waren beide professionelle Fußballspieler, wobei Rafael in der mallorquinischen Fußballliga spielte und Miguel Ángel für RCD Mallorca und den FC Barcelona aktiv war. Mit Barça gewann er während dieser Zeit fünf spanische Meisterschaften sowie einmal den Europapokal der Landesmeister und bestritt mehrere Dutzend Spiele für die spanische Nationalmannschaft. Sein Onkel Toni Nadal war ein auf der Heimatinsel bekannter Tennisspieler, der aber als Profi auf dem spanischen Festland nur mäßigen Erfolg hatte und sich dann dem Training der Jugend verschrieben hat. So kam es, dass er als kleiner Junge beide Sportarten betrieb, wobei Fußball seine große Leidenschaft war. Mit sieben Jahren begann er beim örtlichen Fußballverein Manacor als linker Stürmer, mit seiner Mannschaft holte er als Elfjähriger die Balearenmeisterschaft. Seine Begeisterung für Fußball hat sich bis heute erhalten, er ist immer noch leidenschaftlicher Real-Madrid-Fan.
Im Alter von vier Jahren begann er mit dem Tennisspielen in einer kleinen Gruppe, die von seinem Onkel Toni trainiert wurde. Dieser erkannte und förderte früh sein Talent. Obwohl Tennis für den kleinen Rafael eher langweilig war und er lieber Fußball spielte, stellten sich früh Erfolge ein. Er nahm bereits im Alter von sieben Jahren an Turnieren teil. Mit acht Jahren gewann er die Balearenmeisterschaft der Unter-Zwölfjährigen und mit dreizehn die U14-Meisterschaft, obwohl er sich damals bei einem Sturz in der ersten Turnierrunde den kleinen Finger der linken Hand gebrochen hatte. Diese Siege zählen für ihn bis heute zu den wichtigsten auf seinem Weg zum Tennisprofi.
Sein Onkel Toni war und ist als sein langjähriger Trainer maßgeblich an seinem Erfolg beteiligt. Die Familienmitglieder waren zwar früher besorgt, dass Toni den Jungen zu hart fordern würde, aber die ruhige und entspannte Art seines Vaters sorgte immer für einen gewissen Ausgleich zu Tonis Erfolgsstreben. Das intensive und strenge Training sowie die mentale Ausbildung durch Toni Nadal, gepaart mit Rafaels Talent, haben ihn aber erst zu einem der größten Tennisspieler der Welt werden lassen.
Mit 14 erhielt Rafael Nadal durch Zufall erstmals die Gelegenheit, in einem Vorbereitungsspiel gegen einen großen Namen im Tennis anzutreten. Als Boris Becker, der als Gegner von Pat Cash vorgesehen war, kurzfristig ausfiel, bekam Nadal seine Chance; er schlug unerwartet den Wimbledonsieger von 1987.

## Tenniskarriere

### Beginn der Profikarriere (2001–2004)
Nadal suchte früh den Weg auf die Profitour und war 2001 mit 15 Jahren erstmals als Profispieler gemeldet. Er absolvierte in Spanien seine ersten beiden Turniere, die für ihn aber schon in den ersten beiden Runden beendet waren.
2002 gelang ihm der erste Sieg auf der ATP Tour. In seiner Heimat besiegte er in der ersten Runde Ramón Delgado. Im selben Jahr gewann er sechs Titel bei kleineren spanischen Turnieren der Future-Serie. Im Juni erreichte er bei seinem einzigen Start auf der Junioren-Tour das Halbfinale von Wimbledon. Zum Jahresende 2002 hatte sich Nadal in der Weltrangliste um 611 Plätze auf Rang 200 verbessert.
Zum Saisonbeginn 2003 schaffte er einige Finalteilnahmen auf der ATP Challenger Tour, bevor er sich im April erstmals für ein Turnier der Masters Series qualifizieren konnte. In Monte Carlo feierte er Siege über Karol Kučera und Albert Costa, ehe er in der dritten Runde gegen den späteren Finalisten Guillermo Coria ausschied. Mit diesen Ranglistenpunkten konnte er nun regelmäßig an Turnieren der ATP Tour teilnehmen. Eine Verletzung verhinderte seinen ersten Start bei den French Open. Bei seinem ersten Auftritt in Wimbledon erreichte er dort mit 17 Jahren als jüngster Spieler seit Boris Becker die dritte Runde, in der er Paradorn Srichaphan unterlag. Sein bestes Abschneiden auf der Tour folgte dann mit dem Halbfinaleinzug beim Turnier in Umag, wo er seinem Landsmann Carlos Moyá unterlag. Bereits in dieser Saison zeigte sich seine besondere Stärke auf Sand – elf seiner 14 Siege erzielte er auf diesem Belag. Am Jahresende stand Nadal auf Platz 49 der Weltrangliste.
Zum Jahresbeginn 2004 erreichte er in Auckland sein erstes ATP-Turnier-Finale, das er gegen Dominik Hrbatý verlor. Bei seinem Australian-Open-Debüt zog Nadal in die dritte Runde ein, in der er Lleyton Hewitt unterlag. Beim Miami Masters konnte er zum ersten Mal den Weltranglistenersten Roger Federer besiegen und ins Achtelfinale vorstoßen. Beim Turnier von Estoril erreichte er das Viertelfinale, zu dem er wegen einer Stressfraktur im Mittelfußknochen jedoch nicht antreten konnte. Die Verletzung zwang ihn zu einer dreimonatigen Pause. Im August gewann Nadal dann erstmals ein ATP-Turnier, sein Finalgegner in Sopot war José Acasuso. Bei den US Open erreichte er an der Seite von Tommy Robredo zum ersten Mal das Halbfinale eines Grand-Slam-Turniers im Doppel.
Im Dezember gehörte Nadal der spanischen Mannschaft an, die im Davis-Cup-Finale die USA mit 3:2 bezwang. Bei seinem Sieg über Andy Roddick war er mit 18 Jahren und sechs Monaten der zweitjüngste Spieler (nach Boris Becker 1985), der ein Einzelmatch in einem Davis-Cup-Finale gewinnen konnte.

### Erste French-Open-Titel und Rekordserie auf Sand (2005–2007)

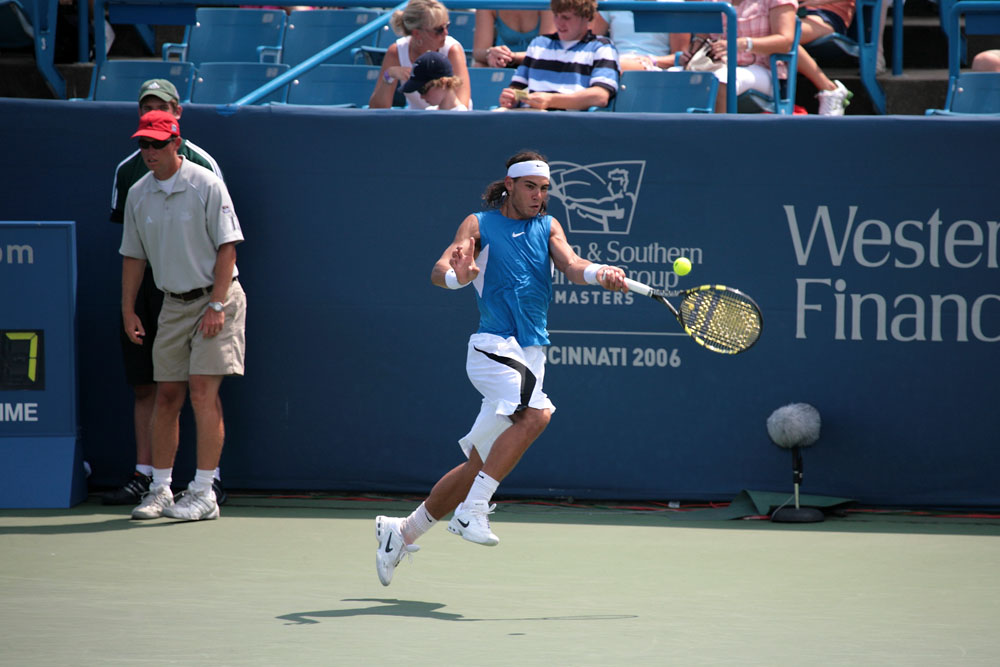
Nadal 2006 beim Cincinnati Masters

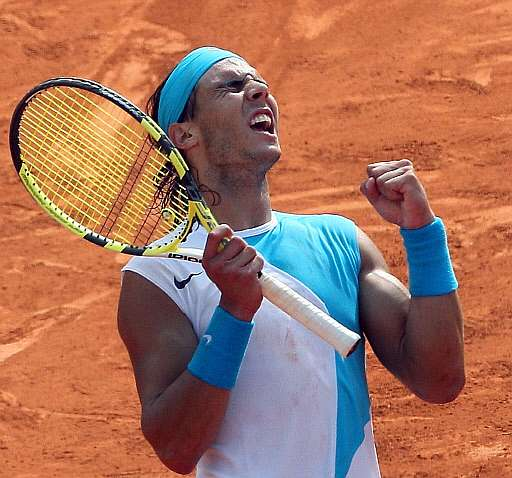
2007 im Finale der French Open

Das Jahr 2005 brachte Nadal mit elf Turniersiegen den endgültigen Durchbruch, so viele sind ihm in einer Saison sonst nicht mehr gelungen. Den größten Erfolg feierte er bei den French Open: er war der erste Spieler seit Mats Wilander im Jahr 1982, der gleich bei seinem Debüt in Paris gewinnen konnte. Im Halbfinale besiegte er an seinem neunzehnten Geburtstag Federer mit 6:3, 4:6, 6:4 und 6:3. Mit seinem Finalsieg über Mariano Puerta war Nadal mit 19 Jahren und 2 Tagen zudem der jüngste Sieger eines Grand-Slam-Turniers seit Pete Sampras (US Open 1990). In Wimbledon musste er dagegen eine frühe Niederlage einstecken, als Nummer vier der Setzliste unterlag er in Runde zwei Gilles Müller. In Montreal gewann er dann mit einem Dreisatzsieg über Andre Agassi seinen ersten Titel auf Hartplatz. Bei den US Open musste er sich (gegen James Blake) erneut in der dritten Runde geschlagen geben. Acht seiner elf Titel gewann Nadal auf seinem Lieblingsbelag, seine Jahresbilanz auf Sand wies 50 Siege bei zwei Niederlagen auf; bis zum Jahresende blieb er 36 Matches in Folge ungeschlagen. Nadal war damit der erfolgreichste Sandplatzspieler seit Thomas Muster – der Österreicher hatte es 1995 auf 65 Siege bei nur zwei Niederlagen gebracht. Nadal beendete das Jahr als erster Teenager seit Boris Becker im Jahr 1986 auf Position 2 der Weltrangliste.
2006 gewann er fünf Turniere, vier davon gegen Federer: Dubai, Monte Carlo, Rom und die French Open. Seinen fünften Titel des Jahres gewann er in Barcelona gegen Tommy Robredo. Mit dem Finale in Rom blieb er auf Sand 53 Partien in Folge unbesiegt – damit stellte er den Rekord von Guillermo Vilas aus dem Jahr 1973 ein. Mit dem Titelgewinn bei den French Open hatte Nadal auf Sand 60 Siege in Folge errungen. Anschließend zeigte er sich auch auf Rasen stark verbessert. Als erster Spanier seit dem Titelgewinn seines Landsmannes Manuel Santana im Jahr 1966 erreichte er in Wimbledon das Endspiel. Das erneute Duell mit Federer gewann diesmal der Schweizer. Für Nadal war es die erste Finalniederlage nach 14 Siegen in Serie. Zum Abschluss des Jahres erreichte er noch das Halbfinale beim Tennis Masters Cup und beendete das Jahr wiederum auf Platz 2.
2007 erreichte er das Viertelfinale der Australian Open, unterlag jedoch Fernando González in drei Sätzen. Beim Masters-Turnier in Indian Wells konnte Nadal dann den ersten Turniersieg seit den French Open im Jahr zuvor feiern. Beim Masters-Turnier in Miami unterlag er im Viertelfinale Novak Đoković, den er im Finale von Indian Wells noch hatte bezwingen können. In Monte Carlo und Rom konnte er seine Titel aus dem Vorjahr verteidigen, sodass er nunmehr seit 78 Partien auf Sand unbesiegt war. Im Halbfinale von Rom stellte er den bisherigen Rekord John McEnroes von 75 Siegen in Serie auf einem Belag ein. Auch beim Turnier in Hamburg erreichte Nadal das Finale, verlor dort jedoch nach 81 Erfolgen auf Sand gegen Roger Federer. In Paris gelang ihm mit einem erneuten Sieg über Federer der Hattrick bei den French Open. Auch in Wimbledon kam es zu einer Neuauflage des Vorjahresfinales, die wiederum Federer gewann. Nach einer Niederlage im Achtelfinale der US Open gegen David Ferrer erreichte Nadal noch das Finale beim Paris Masters gegen David Nalbandian und das Halbfinale des Tennis Masters Cups gegen Roger Federer.

### Olympiasieg und Weltranglistenerster (2008–2010)

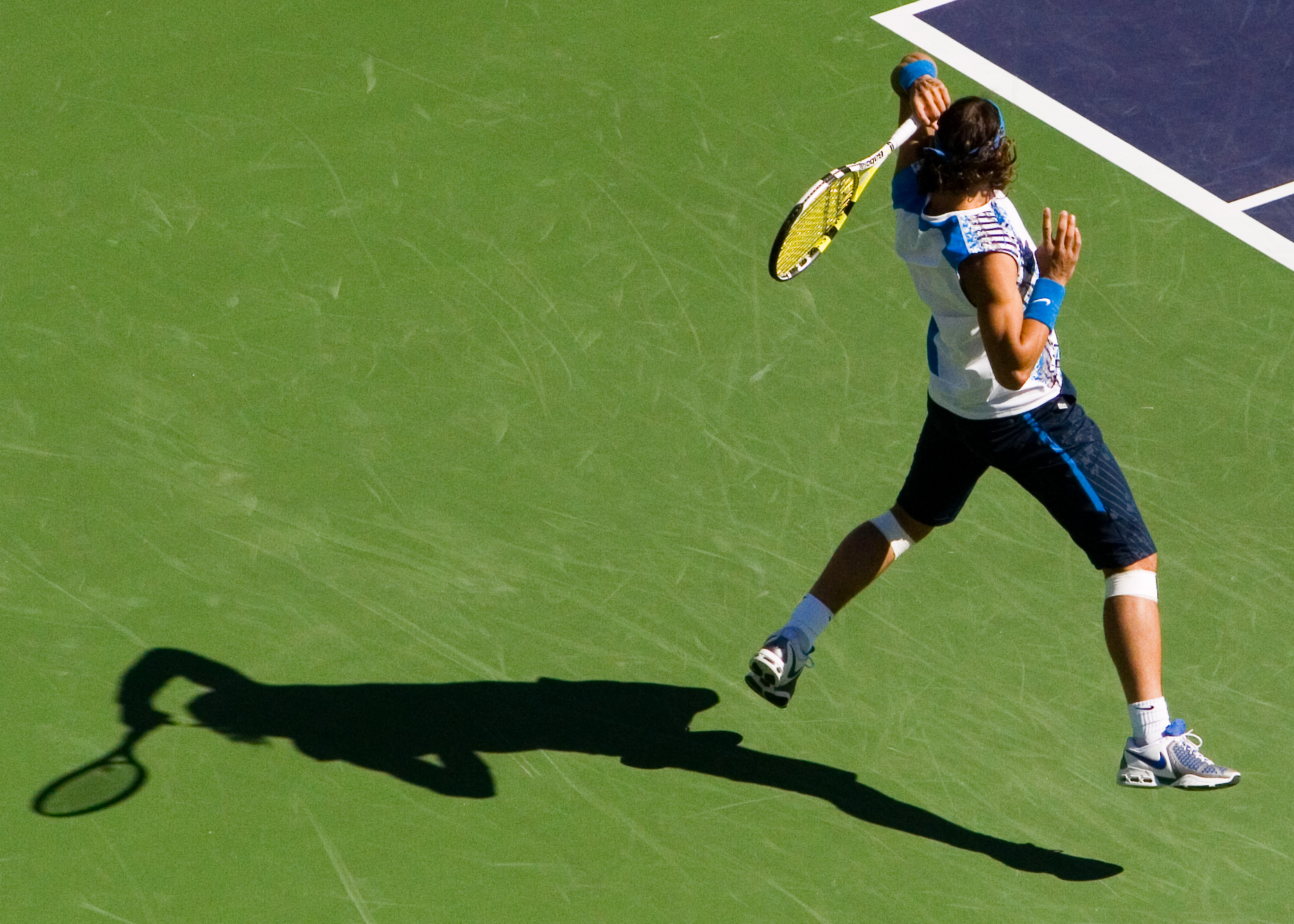
Nadal bei den Pacific Life Open, 2008

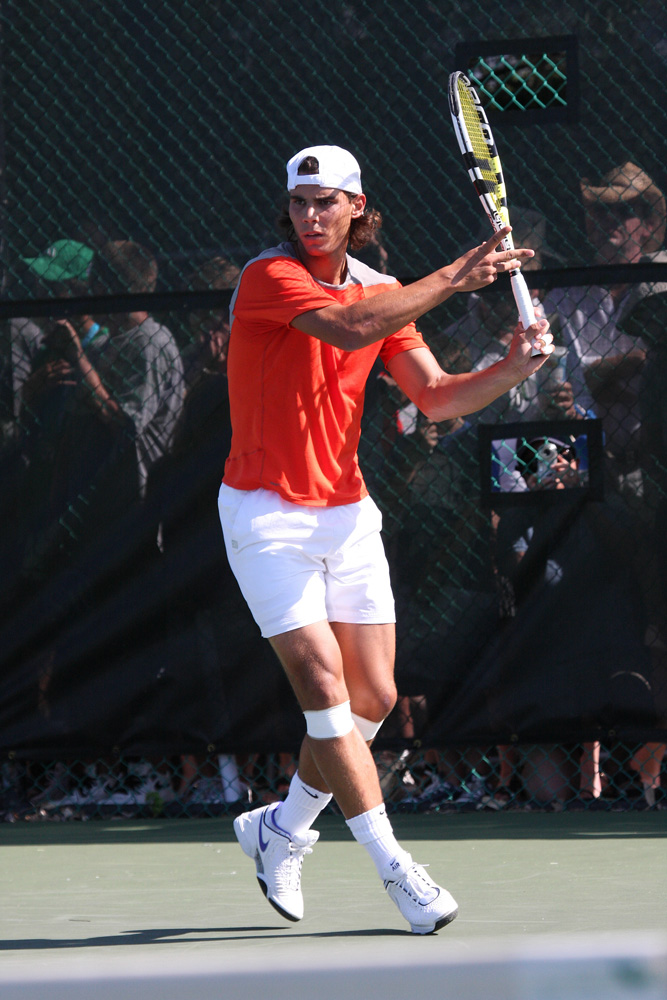
Rafael Nadal in Ohio, 2008

2008 gelang ihm der Halbfinaleinzug bei den Australian Open und in Indian Wells sowie der Finaleinzug in Miami. Mit einem Sieg über Federer sicherte sich Nadal in Monte Carlo seinen vierten Titel in Folge. Mit Tommy Robredo gewann er auch im Doppel, seinen insgesamt vierten Doppeltitel. Nadal war dann mit seinem Sieg in Hamburg erst der dritte Tennisspieler, der alle drei Masters-Turniere auf Sand in einem Jahr gewinnen konnte. Bei den French Open gelang ihm ohne Satzverlust der vierte Triumph in Folge, womit er Björn Borgs Open-Era-Rekord egalisierte. In einem nur 107 Minuten dauernden Finale, dem kürzesten seit 1980, besiegte er Federer klar mit 6:1, 6:3 und 6:0.
Auch in Wimbledon kam es erneut zu einem Finale zwischen ihm und Federer. In einer der dramatischsten Begegnungen der Tennisgeschichte gewann der Spanier mit 6:4, 6:4, 6:7, 6:7 und 9:7. Es war das längste Herren-Einzelfinale in der über 130-jährigen Turniergeschichte. John McEnroe und Björn Borg, die 1980 das bis dahin bedeutendste Wimbledonfinale bestritten hatten und das Match live verfolgten, sprachen später vom besten Spiel, das sie jemals gesehen hätten.
Beim Turnier von Cincinnati verlor Nadal zwar sein Halbfinale, da Federer aber bereits im Achtelfinale ausgeschieden war, konnte Nadal ihn am 18. August 2008 von der Spitze der Weltrangliste verdrängen. Federer war 237 Wochen ununterbrochen die Nummer eins gewesen. Am 17. August 2008 sicherte sich Nadal bei den Olympischen Spielen in Peking mit einem Sieg über den Chilenen Fernando González die Goldmedaille. Bei den US Open erreichte er dann zum ersten Mal das Halbfinale, unterlag jedoch Andy Murray. Das letzte Masters-Turnier des Jahres in Paris musste er wegen einer Knieverletzung im Viertelfinale abbrechen und alle weiteren Turniere absagen.
Am 1. Februar 2009 gelang Nadal bei den Australian Open gegen Roger Federer der erste Grand-Slam-Turniersieg auf Hartplatz. Es war sein sechster Grand-Slam-Titel und der 13. Sieg im 19. Duell gegen Federer sowie der erste Einzeltitel eines Spaniers bei den Australian Open. Im weiteren Saisonverlauf siegte er auch in Barcelona, sein fünfter Erfolg in Serie dort. Dagegen schied er im Achtelfinale der French Open überraschend gegen den Schweden Robin Söderling aus. Es war seine erste Niederlage in Roland Garros überhaupt. Verletzungsbedingt trat Nadal in Wimbledon nicht an; so musste er Federer nach dessen Triumph dort wieder die Führung im ATP-Ranking überlassen – Nadal hatte bis zum 5. Juli 2009 46 Wochen lang Position 1 eingenommen. Er ging beim Rogers Cup wieder an den Start und wurde dort im Viertelfinale von Juan Martín del Potro gestoppt. Gegen ebendiesen Gegner verlor er auch das Halbfinale der US Open und beendete die Saison damit zum vierten Mal auf Platz 2.
Bei den Australian Open 2010 musste er als Titelverteidiger in seinem Viertelfinalmatch gegen den späteren Finalisten Andy Murray im dritten Satz wegen einer Knieverletzung aufgeben. Im April gelang ihm in Monte Carlo der sechste Erfolg in Serie. Auch in Rom gelang ihm die Titelverteidigung und in Madrid der 18. Titel bei einem Turnier der Masters Series. Damit übernahm Nadal in dieser Statistik den Spitzenplatz vor Andre Agassi, der es auf 17 Masters-Erfolge gebracht hat. Die French Open gewann er – wiederum ohne Satzverlust – bereits zum fünften Mal. Er besiegte im Finale Robin Söderling und übernahm, nachdem er zwischendurch für einige Wochen auf Platz 4 zurückgefallen war, erneut die Führung in der Weltrangliste. Am 4. Juli sicherte sich Nadal seinen zweiten Wimbledon-Titel; im Finale besiegte er Tomáš Berdych in drei Sätzen. Bei den US Open erreichte er dann erstmals das Finale, in dem er Novak Đoković in vier Sätzen bezwang. Im gesamten Turnierverlauf gab Nadal nur fünf Aufschlagspiele ab und wurde mit 24 Jahren der siebte Spieler und der jüngste in der Open Era, der alle vier Grand-Slam-Titel gewonnen hat.

### Wieder Sieger der French Open und Ablösung als Weltranglistenerster (2011)

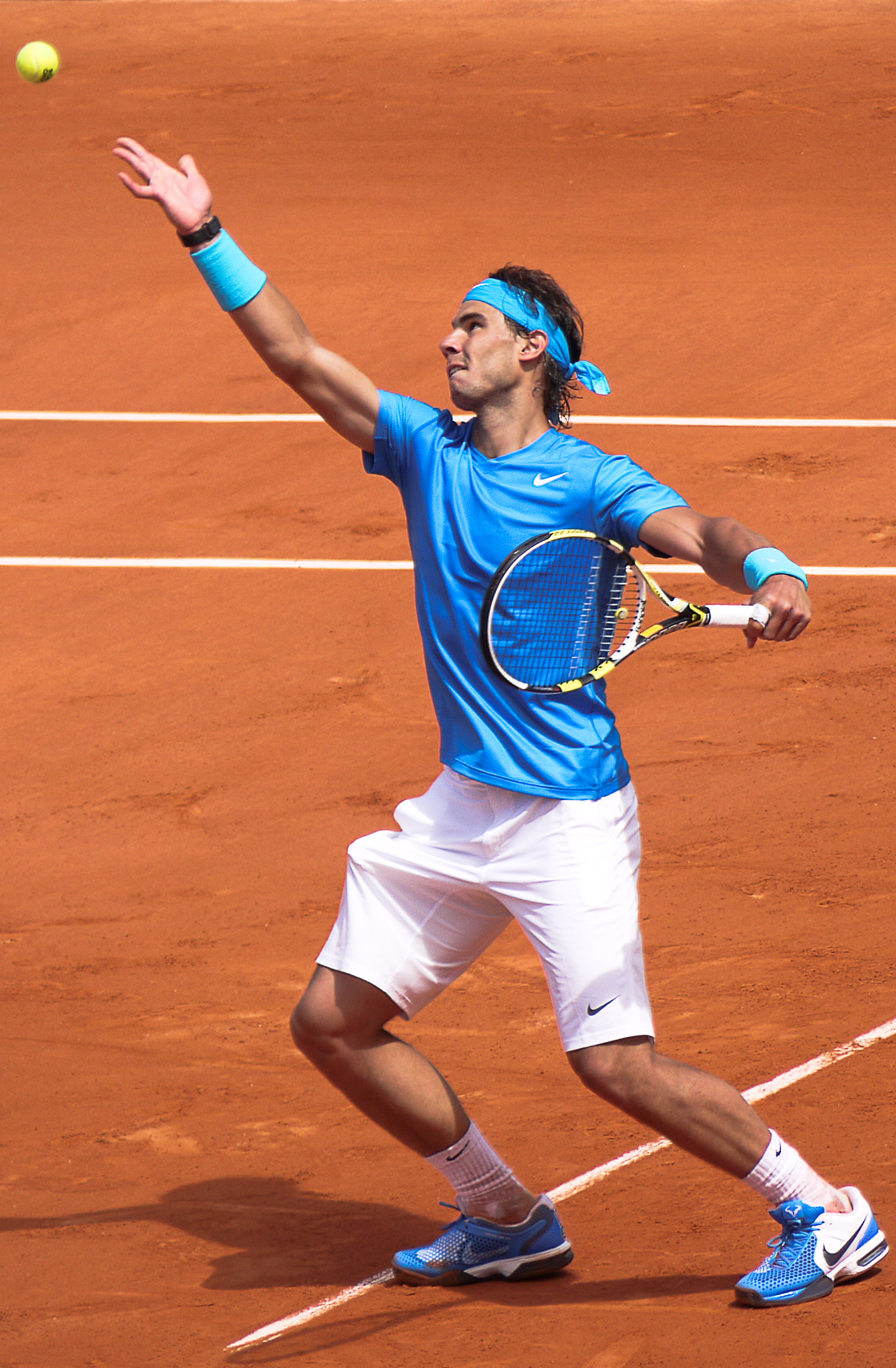
Nadal bei den French Open, 2011

Das Jahr begann für Nadal mit dem ATP-Turnier in Doha, wo er das Halbfinale gegen Nikolai Dawydenko verlor. Im Viertelfinale der Australian Open musste er sich seinem Freund David Ferrer geschlagen geben. Er zog sich im ersten Satz eine Oberschenkelzerrung zu und verlor das Match in drei Sätzen. Bei seinem Comeback konnte Nadal in Indian Wells und Miami jeweils das Finale erreichen, beide Endspiele endeten aber mit Niederlagen gegen Đoković. Seinen ersten Turniersieg des Jahres errang Nadal in Monte Carlo, wo er Ferrer diesmal im Finale besiegte; es war sein siebter Erfolg dort in Serie. Eine Woche später konnte er sich erneut gegen Ferrer durchsetzen und seinen sechsten Titel beim ATP-Turnier von Barcelona gewinnen. Anfang Juni gewann Nadal ebenfalls zum sechsten Mal das Finale der French Open. Er besiegte wieder einmal Federer (in 3:40 Stunden mit 7:5, 7:6, 5:7 und 6:1) und zog mit dem schwedischen Rekordsieger Björn Borg gleich, der in Paris sechsmal triumphierte.
In Wimbledon verlor Nadal zum fünften Mal in diesem Jahr ein Finale gegen Đoković. Der Serbe hatte bereits durch das Erreichen des Endspiels Nadal als Weltranglistenersten abgelöst. Bei den Vorbereitungsturnieren auf die US Open bot Nadal eher mäßige Leistungen und schied in Montreal und Cincinnati jeweils früh aus. Bei den US Open steigerte er sich dann von Runde zu Runde. Schließlich kam es zur Neuauflage des Vorjahresfinales gegen Đoković, allerdings mit dem besseren Ende für den Serben, der auch das sechste Aufeinandertreffen der Saison für sich entscheiden konnte. Im September zog er dagegen nach souveränen Siegen gegen die Franzosen Tsonga und Gasquet mit Spanien ins Davis-Cup-Finale ein.
Im Oktober musste Nadal weitere Niederlagen hinnehmen, als er gegen Andy Murray in Tokio und später gegen Florian Mayer in zwei Sätzen beim Masters in Schanghai verlor. Auch beim Saisonfinale erreichte er nicht seine alte Form und schied nach Niederlagen gegen Federer und Tsonga frühzeitig aus.
Im Davis-Cup-Finale Anfang Dezember gegen die Mannschaft Argentiniens verhalf er dem spanischen Team mit seinen Erfolgen gegen Juan Mónaco und Juan Martín del Potro zum Sieg und schloss so das Jahr 2011 noch mit einem Erfolg ab.

### Achter Titelgewinn in Folge in Monte Carlo und siebter Titel in Paris (2012)

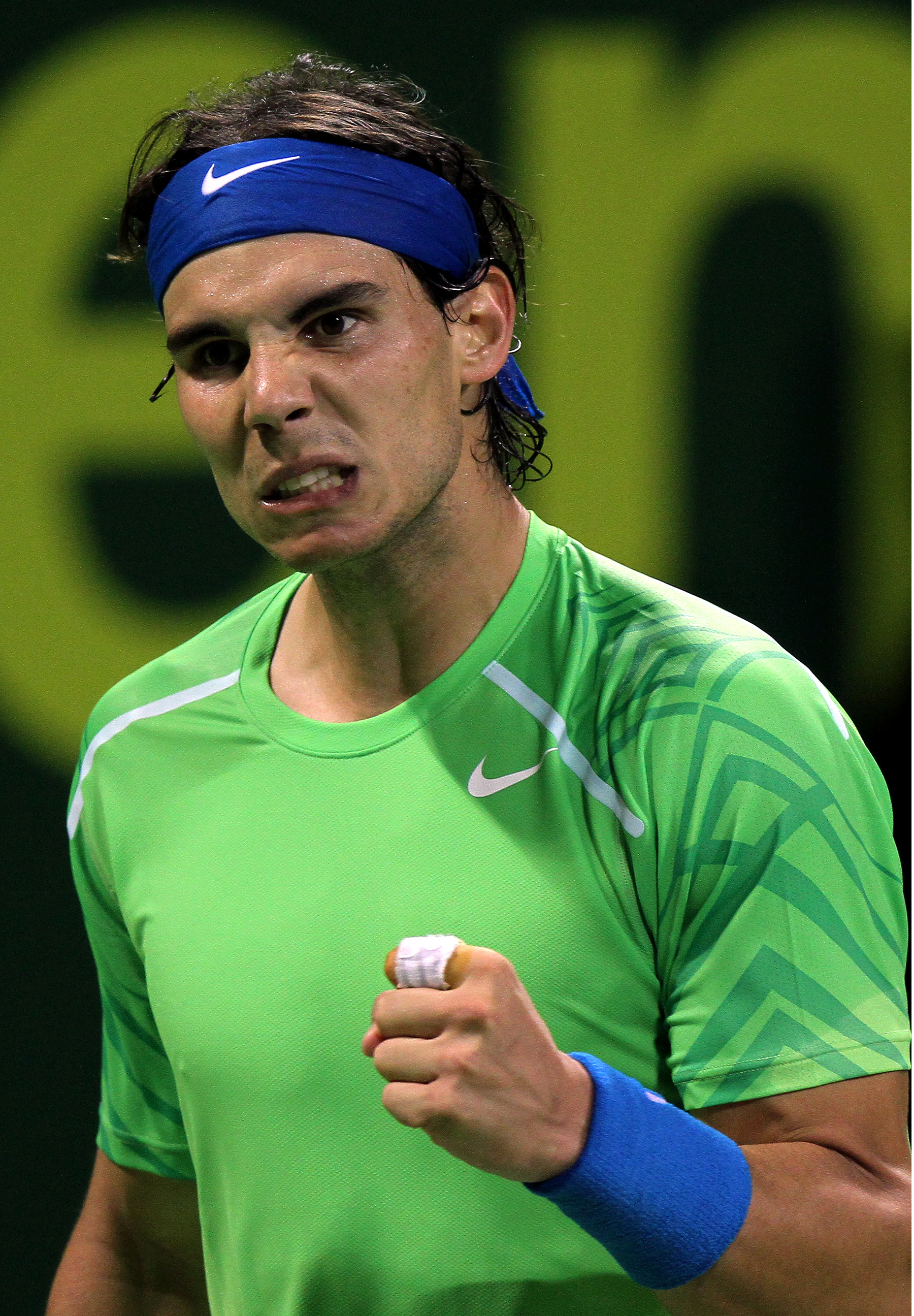
Nadal in Doha, 2012

Bei seinem Saisonauftakt in Doha zog Nadal ins Halbfinale gegen Gaël Monfils ein, verlor dieses aber glatt in zwei Sätzen. Bei den Australian Open traf er im Finale erneut auf Đoković, der sich in fünf Sätzen mit 7:5, 4:6, 2:6, 7:6, 5:7 durchsetzte. Mit einer Spielzeit von fünf Stunden und 53 Minuten war es nicht nur die längste Partie der Turniergeschichte, sondern auch das längste Finale bei einem Grand-Slam-Turnier. Nadal verlor damit zum dritten Mal in Folge ein solches Finale und stellte einen weiteren, wenn auch negativen Rekord auf.
Bei den anschließenden Masters-Turnieren in Indian Wells und Miami erreichte er jeweils das Halbfinale. In Indian Wells verlor er gegen Federer, konnte sich aber in der Doppelkonkurrenz mit seinem Landsmann Marc López den Titel sichern. Dies war nach 2010 sein zweiter Titel in Indian Wells und sein achter Doppelerfolg insgesamt. In Miami musste er das Halbfinalmatch gegen Andy Murray wegen einer Knieverletzung absagen. Danach stand er beim Masters von Monte Carlo erstmals wieder auf dem Platz und konnte gleich wieder ins Finale einziehen, wo er abermals dem Weltranglistenersten Đoković gegenüberstand. Nach zuletzt sieben verlorenen Endspielen behielt Nadal diesmal mit 6:3 und 6:1 die Oberhand und gewann in Monte Carlo seinen achten Titel in Folge – als erster Spieler der Open Era bei ein und demselben Turnier. Auch schon zum siebten Mal gewann er kurz darauf das ATP-Turnier von Barcelona, wo er im Endspiel David Ferrer nach 2008, 2009 und 2011 bereits zum vierten Mal besiegte.
Nach dem Aus im Achtelfinale des Masters-Turniers in Madrid verlor er Platz 2 der Weltrangliste an Federer, der das Turnier gewann (Nadal war letztmals im Mai 2010 auf dem dritten Platz geführt worden). Beim anschließenden Turnier in Rom konnte er wie schon in Monte Carlo Đoković in zwei Sätzen schlagen. Mit seinem insgesamt sechsten Erfolg in der italienischen Hauptstadt sowie dem 21. Turniersieg bei einem Masters-Wettbewerb rückte er wieder auf Platz 2 der Weltrangliste vor.
Bei den French Open zog er ohne Satzverlust ins Finale ein, wo er zum vierten Mal in Folge bei einem Grand-Slam-Finale auf Đoković traf. Beim wegen Regenunterbrechungen über zwei Tage ausgetragenen Match setzte er sich in vier Sätzen durch. Er wurde mit seinem siebten Erfolg in Paris – zugleich sein 50. Einzeltitel – zum alleinigen Rekordsieger der French Open.
Am 28. Juni 2012 scheiterte er in Wimbledon zum ersten Mal seit 2005 bei einem Grand-Slam-Turnier in Runde zwei. Er unterlag dem in der Weltrangliste 98 Plätze hinter ihm platzierten Tschechen Lukáš Rosol in fünf Sätzen (7:6, 4:6, 4:6, 6:2, 4:6). Damit endete auch seine seit den French Open 2011 andauernde Serie von fünf Grand-Slam-Finalteilnahmen in Folge.
Im Juni benannte das Nationale Olympische Komitee Spaniens (Comité Olímpico Español) Nadal als Träger der spanische Flagge bei der Eröffnungsfeier der Olympischen Spiele in London. Am 19. Juli erklärte Nadal allerdings aufgrund einer Knieverletzung, die er sich bei seiner Zweitrundenniederlage in Wimbledon zugezogen hatte, seinen Verzicht auf Olympia. Auch die anschließenden Masters-Turniere in Nordamerika und die US Open musste er auslassen. Im September gab er auf seiner Website bekannt, dass er wegen seiner Kniebeschwerden mindestens zwei weitere Monate lang an keinem Wettkampf teilnehmen könne. Er verpasste damit die China Open, die Masters-Turniere in Schanghai und Paris sowie das Davis-Cup-Halbfinale gegen die USA.
Ende November stieg Nadal wieder ins Training ein und sagte seine Teilnahme für das Turnier in Abu Dhabi zu. Ein Magen-Darm-Virus zwang ihn am 25. Dezember jedoch zur Absage und nur drei Tage später sagte er auch die Australian Open ab.

### Rückkehr an die Weltspitze nach sieben Monaten Verletzungspause (2013)
Am 5. Februar 2013 kehrte Nadal nach 222 Tagen Verletzungspause auf den Tennisplatz zurück. Beim Sandplatzturnier in Viña del Mar nahm er sowohl am Einzel- als auch am Doppelturnier – im Doppel trat er mit dem Argentinier Juan Mónaco an – teil und kam jeweils ins Finale. Bei den Brasil Open in São Paulo gewann Nadal am 17. Februar das Endspiel gegen den Argentinier David Nalbandian. Es war acht Monate nach den French Open 2012 sein erster Titelgewinn nach der Verletzungspause und sein erster im Jahr 2013.
Im März gewann er das Endspiel in Acapulco gegen seinen Landsmann David Ferrer mit 6:0 und 6:2, ohne im gesamten Turnierverlauf einen Satz abzugeben. Auch beim anschließenden Masters-Turnier in Indian Wells erreichte Nadal das Finale. Zuvor hatte er im Viertelfinale Roger Federer und im Halbfinale Tomáš Berdych besiegt. Mit 4:6, 6:3 und 6:4 bezwang er im Endspiel auch Juan Martín del Potro und gewann damit seinen dritten Titel in Indian Wells. In der Weltrangliste zog er damit wieder an David Ferrer vorbei auf Platz 4.
In Monte Carlo erreichte Nadal das neunte Finale in Folge im Fürstentum, unterlag jedoch nach acht Turniersiegen in Serie Novak Đoković mit 2:6 und 6:7. Wie auch in den fünf vorangegangenen Turnieren erreichte Nadal in Barcelona das Finale. Er besiegte im Endspiel Nicolás Almagro mit 6:4 und 6:3 und feierte seinen achten Turniersieg in Barcelona und schon den vierten seit seinem Comeback im Februar. Bereits zwei Wochen später gewann er mit einem 6:2 und 6:4 im Finale der Mutua Open in Madrid gegen Stanislas Wawrinka seinen insgesamt 23. Titel bei einem ATP-Masters-1000-Turnier. Den 24. Titel feierte er sogleich beim darauffolgenden Masters in Rom. Im Finale besiegte er Federer deutlich mit 6:1 und 6:3; es war sein 20. Sieg im 30. Duell gegen Federer.
Am 9. Juni 2013 gewann Nadal zum achten Mal die French Open, indem er Ferrer in drei Sätzen mit 6:2, 6:3 und 6:2 besiegte. Er stellte damit einen neuen Rekord in der „Open Era“ auf: mit seinem achten Grand-Slam-Titel bei den French Open erreichte er die meisten Titel bei einem Grand-Slam-Turnier.
In Wimbledon schied Nadal in der ersten Runde aus, er unterlag dem in der Weltrangliste 130 Plätze hinter ihm geführten Belgier Steve Darcis in drei engen Sätzen mit 6:7, 6:7 und 4:6. Es war die erste Erstrundenniederlage bei einem Grand-Slam-Turnier in seiner Karriere. Im Anschluss gelang es Nadal als erstem Spieler seit Andy Roddick in der Saison 2003, die beiden Masters-Hartplatzturniere in Montreal und Cincinnati innerhalb einer Woche zu gewinnen. Damit baute er seine Hartplatz-Bilanz in der laufenden Saison auf 15:0 aus und stieg in der Weltrangliste auf Position zwei, er hat damit in dieser Saison fünf Masters-Turniere gewonnen. Bei den US Open erreichte er mit nur einem Satzverlust das Endspiel. Dort bezwang er Novak Đoković mit 6:2, 3:6, 6:4 und 6:1 und gewann damit nach 2010 den zweiten US-Open-Titel seiner Karriere und den zweiten Grand Slam in dieser Saison.
Im Oktober 2013 zog Nadal nach der verletzungsbedingten Aufgabe von Berdych im Halbfinale beim Turnier in Peking ins Endspiel ein. Durch diesen Sieg sicherte er sich, erstmals wieder seit Juli 2011, die Weltranglistenführung. Im Finale unterlag er Đoković in zwei Sätzen. Bei den Tour Finals verlor er erneut im Endspiel gegen Đoković. Er beendete die Saison auf den ersten Platz, gewann zehn Turniere und stand in 14 Endspielen.

### Finaleinzug bei den Australian Open und neunter Titel in Paris (2014)
Nadal startete gut in die neue Saison. Gleich bei seinem ersten Turnierstart in Doha erreichte er das Finale, das er gegen Gaël Monfils in drei Sätzen gewann. Bei den Australian Open zog er ebenfalls ins Endspiel ein, in dem er auf Wawrinka traf, den er in sämtlichen zwölf Aufeinandertreffen zuvor hatte besiegen können. Leicht angeschlagen verlor er aber diesmal mit 3:6, 2:6, 6:3 und 3:6.
Nach Siegen in Rio und Madrid ging er bei den French Open abermals als Topfavorit ins Turnier. Nadal, der die letzten vier Duelle gegen Novak Đoković verloren hatte, traf im Finale der French Open wiederum auf den Serben, behielt jedoch dieses Mal mit 3:6, 7:5, 6:2 und 6:4 die Oberhand. Mit dem Sieg sicherte er sich seinen neunten Titel in Roland Garros und den 14. Grand-Slam-Titel seiner Karriere. Damit zog er in dieser Statistik mit Pete Sampras gleich. Außerdem verteidigte er die Weltranglistenführung gegen Đoković und baute seine Bilanz bei den French Open auf 66:1 Siege aus.
Zum anschließenden Start der Rasensaison nahm Nadal am Turnier in Halle teil. Als Nummer 1 der Setzliste hatte er zunächst ein Freilos und schied dann im Achtelfinale mit 4:6 und 1:6 gegen Dustin Brown aus. Eine Woche später erreichte er in Wimbledon, als Nummer 2 gesetzt, mit drei Viersatzsiegen über Martin Kližan, Lukáš Rosol und Michail Kukuschkin das Achtelfinale, in dem er überraschend dem 19 Jahre alten Nick Kyrgios mit 6:7, 7:5, 6:7 und 3:6 unterlag.
Aufgrund einer Handgelenksverletzung musste er die folgenden ATP-Masters-1000-Turniere in Toronto und Cincinnati sowie die US Open, die er im Vorjahr alle gewonnen hatte, absagen. Er setzte in Peking die Saison fort, wo er im Viertelfinale Martin Kližan in drei Sätzen unterlag. Beim folgenden Masters in Schanghai verlor er, geschwächt durch eine Blinddarmentzündung, bereits seine Auftaktpartie gegen Feliciano López. Im Anschluss sagte er die Teilnahme an den World Tour Finals wegen einer bevorstehenden Entfernung des Blinddarms ab. Er trat noch bei den Swiss Indoors in Basel an, wo er nicht über das Viertelfinale hinauskam. Am 3. November unterzog er sich in Barcelona der angekündigten Operation.

### Rückschläge und Verletzungen (2015–2016)
Zu Beginn des Jahres 2015 scheiterte Nadal bei den Australian Open im Viertelfinale an Tomáš Berdych. In Buenos Aires gelang ihm Anfang der März der erste Saisontitel, doch es sollte das letzte Erfolgserlebnis für längere Zeit sein. Nadal blieb bis zu den French Open ohne weiteren Titel, zum ersten Mal seit elf Jahren verpasste er einen Titelgewinn bei einem der drei Masters-Turniere auf Sand. Bei den French Open kam es im Viertelfinale, wie schon in den drei Vorjahren, wieder zum Duell mit Đoković. Nadal musste sich mit 5:7, 3:6 und 1:6 deutlich geschlagen geben und verlor erstmals nach 39 Siegen wieder in Paris. Zu Beginn der Rasensaison gewann Nadal seinen zweiten Saisontitel in Stuttgart. Es war sein erster Erfolg auf diesem Belag seit fünf Jahren. Doch an diesen Erfolg konnte er auf dem Rasen von Wimbledon nicht anknüpfen; er scheiterte bereits in der zweiten Runde an Dustin Brown. Nachdem er in Hamburg seinen dritten Saisontitel gewonnen hatte, musste sich Nadal auch bei den US Open früh geschlagen geben. Nach einer deutlichen Zweisatzführung verlor er sein Drittrundenmatch gegen Fabio Fognini, es war die erste Niederlage in einem Grand-Slam-Turnier nach einer solchen Führung. Damit endete auch Nadals Rekordserie mit mindestens einem Titelgewinn bei Grand-Slam-Turnieren pro Saison. In den letzten zehn Jahren hatte er immer mindestens eines der vier wichtigsten Turniere gewonnen. Zum Saisonende gelang ihm bei den ATP World Tour Finals noch der Halbfinaleinzug, doch er musste sich erneut Đoković geschlagen geben. Er beendete die Saison 2015 schließlich auf Platz 5 der Weltrangliste, seiner schlechtesten Platzierung seit elf Jahren am Saisonende.
Anfang 2016 scheiterte er bei den Australian Open schon in der ersten Runde an Fernando Verdasco. Im April holte er sich in Monte Carlo seinen neunten Titel. Im Finale bezwang er Gaël Monfils mit 7:5, 5:7 und 6:0. Im direkt folgenden Turnier in Barcelona gewann er seinen 69. Karrieretitel. Bei den French Open musste er sein Drittrundenmatch gegen Marcel Granollers aufgrund von Handgelenkschmerzen absagen. Diese hinderten ihn auch daran, in Wimbledon anzutreten. Erst zu den Olympischen Spielen kehrte er zurück, er musste sich dort im Halbfinale Juan Martín del Potro geschlagen geben. Im Spiel um Bronze unterlag er Kei Nishikori, wohingegen er im Doppel mit Marc López die Goldmedaille gewinnen konnte. Bei den US Open schied Nadal im Achtelfinale gegen Lucas Pouille aus. Kurz darauf beendete er die Saison 2016 aufgrund von gesundheitlichen Problemen vorzeitig und verzichtete damit, obwohl qualifiziert, auf eine Teilnahme an den ATP World Tour Finals.
Im März 2016 warf die ehemalige französische Sportministerin Roselyne Bachelot Nadal Doping vor. Nadal, der die Vorwürfe bestritt, reichte gegen Bachelot in Frankreich Klage ein. Im November 2017 wurde Bachelot wegen Diffamierung schuldig gesprochen, Nadal erhielt 10.000 Euro Schadenersatz.

### „La Décima“ – zehnter Titel in Paris und Rückkehr an die Spitze der Weltrangliste (2017)
2017 gelang Nadal bei den Australian Open der erste Grand-Slam-Finaleinzug seit Juni 2014. Im Finale traf er auf Roger Federer, der sich für die Niederlage im Australian-Open-Finale von 2009 revanchierte und die Partie in fünf Sätzen mit 6:4, 3:6, 6:1, 3:6 und 6:3 gewann. Durch den Finaleinzug verbesserte sich Nadal in der Weltrangliste auf Platz 6. Nach der Finalniederlage im März in Acapulco gegen Sam Querrey scheiterte Nadal weitere zweimal an Federer in Indian Wells im Achtelfinale sowie in der Finalpartie des Miami Masters. In der Sandplatzsaison sicherte sich Nadal nacheinander die Titel in Monte-Carlo, Barcelona und Madrid. In Rom unterlag er im Viertelfinale Dominic Thiem, den er zuvor noch in den Endspielen von Barcelona und Madrid besiegt hatte. Bei den French Open zog Nadal ohne Satzverlust, unter anderem gegen Dominic Thiem im Halbfinale, ins Finale ein, das er in drei Sätzen gegen Stan Wawrinka gewann. Er ist damit der erste Spieler, der eines der Grand-Slam-Turniere zehnmal gewinnen konnte. Auch bei den Turnieren in Barcelona und Monte Carlo gewann er jeweils seinen zehnten Titel (spanisch: „La Décima“). In Wimbledon erreichte Nadal das Achtelfinale, wo er sich in fünf Sätzen dem Luxemburger Gilles Müller nach 4:48 Stunden (3:6, 4:6, 6:3, 6:4, 13:15) geschlagen geben musste.
Zum 21. August 2017 kehrte Nadal erstmals nach rund drei Jahren Unterbrechung an die Spitze der Weltrangliste zurück. Hierbei profitierte er von den verletzungsbedingten Absagen Andy Murrays, dem bisherigen Weltranglistenführenden, und Roger Federers in Cincinnati. In der Vorbereitung auf die US Open gelangen Nadal keine größeren Erfolge. In New York selbst erreichte er dann aber das Endspiel, in dem er Kevin Anderson klar mit 6:3, 6:3 und 6:4 besiegte und damit seinen dritten Erfolg beim letzten Grand-Slam-Turnier der Saison feierte. Im weiteren Saisonverlauf gelang es Nadal, seine starke Hard-Court-Form zu konservieren und an der Seite seines langjährigen Dauerrivalen Roger Federer den erstmals in Prag ausgetragenen Laver Cup zu gewinnen. Darüber hinaus konnte Nadal seinen persönlichen Herbst-Fluch beenden, indem er das ATP-World-Tour-500-Turnier in Peking im Finale gegen Nick Kyrgios für sich entschied. Auch beim Masters-Turnier in Shanghai gelang ihm der Einzug ins Endspiel. Nach 16 Siegen in Folge musste er sich dort aber deutlich Roger Federer geschlagen geben, es war die insgesamt fünfte Niederlage in Folge gegen den Schweizer. Aufgrund wiederkehrender Probleme im rechten Knie konnte Nadal im darauf folgenden Masters-Turnier von Paris seine Viertelfinalpartie nicht antreten. Auch seine Teilnahme an den ATP Finals stand lange Zeit in der Schwebe. Nach der Auftaktniederlage gegen den späteren Finalisten David Goffin erklärte Nadal seine Saison vorzeitig für beendet. Zum Jahresende behielt er seine Spitzenposition in der Weltrangliste.

### Ewig junges Duell mit Federer und elfter Titel in Paris (2018)
Aufgrund anhaltender körperlicher Probleme verzichtete Nadal im Vorfeld des ersten Major des Jahres auf jegliche Vorbereitungsturniere. Seiner körperlichen Verfassung war es schließlich zuzuschreiben, dass er bei den Australian Open im Verlauf seines Viertelfinalmatches gegen den späteren Finalisten Marin Čilić beim Stand von 6:3, 3:6, 7:65, 2:6 und 0:2 aufgeben musste. Am 19. Februar 2018 verlor er zudem seine Spitzenposition in der Weltrangliste an seinen langjährigen Kontrahenten Roger Federer. Weiterhin verzichtete Nadal auf die ersten beiden Masters des Jahres, um sein Comeback erst zum Davis-Cup-Viertelfinale zwischen Spanien und Deutschland zu geben. Mit zwei deutlichen Dreisatzsiegen im Einzel war er dabei maßgeblich am Weiterkommen der Spanier beteiligt. Zu Beginn der europäischen Sandplatzsaison gelang ihm zudem der jeweils elfte Sieg beim Masters von Monte-Carlo und dem Turnier in Barcelona. Saisonübergreifend entschied er auf Sand damit 19 Partien bzw. 46 Sätze in Folge für sich, Letzteres stellt einen historischen Rekord dar. Bereits zum 2. April 2018 hatte Nadal Platz eins in der Weltrangliste, „kampflos“, da Federer die Sandplatzsaison ausließ, zurückerobern können. Beim Masters von Madrid erreichte Nadal das Viertelfinale unterlag dort allerdings Dominic Thiem in zwei Sätzen mit 5:7 und 3:6. Damit endete eine historische Serie von 50 Gewinnsätzen in Folge auf ein und demselben Belag. Die bisherige Rekordmarke datierte aus dem Jahr 1984 von John McEnroe, der 49 Sätze in Folge auf Teppich für sich entscheiden konnte. Durch diese Niederlage verlor Nadal abermals seine Spitzenposition in der Weltrangliste an Roger Federer, die er sich aber bereits eine Woche zum 21. Mai 2018 mit einem 6:1, 1:6 und 6:3 gegen Alexander Zverev im Finale des Masters von Rom zurückholte. Es war der 32. Masters-Titel Nadals und der achte in Rom. Am 10. Juni 2018 gewann Rafael Nadal das Finale der French Open mit 6:4, 6:3 und 6:2 gegen Dominic Thiem. Damit holte sich Nadal seinen 11. Titelgewinn bei den French Open, seinen 17. Grand-Slam-Titel insgesamt und war gleichzeitig der erste Spieler, der in zwölf verschiedenen Saisons ein Grand-Slam-Turnier gewinnen konnte. In Wimbledon zog Nadal zum ersten Mal seit 2011 wieder ins Halbfinale ein, unterlag dort jedoch seinem langjährigen Rivalen Novak Đoković im 52. Duell in fünf Sätzen mit 4:6, 6:3, 6:7, 6:3, 8:10. Damit verlor er erstmals seit den US Open 2009 wieder ein Halbfinale, nachdem Nadal zuvor 16 in Folge gewonnen hatte. Den Rogers Cup in Toronto gewann Nadal zum vierten Mal, nachdem er sich im Finale gegen Stefanos Tsitsipas durchgesetzt hatte. Dieser Sieg war sein 33. Masters-Triumph und der 80. Titel der Karriere. Bei den US Open 2018 schaffte Nadal den Sprung ins Halbfinale. Nach einem 0:2-Satzrückstand gegen Juan Martín del Potro gab er verletzungsbedingt auf und beendete die Saison.

### 12. Erfolg bei den French Open, vierter US-Open-Sieg und Rennen um die Weltranglistenspitze (2019)
Bei den Australian Open erreichte er zum fünften Mal das Finale, verlor dieses jedoch gegen Novak Đoković mit 3:6, 2:6, 3:6. Zum ersten Mal in seiner Karriere verlor Nadal ein Grand-Slam-Finale in drei Sätzen. Seinen ersten Titel der Saison holte er beim Masters-Turnier in Rom, als er im Finale Novak Đoković in drei Sätzen schlug. Mit diesem Erfolg gewann er in 16 Saisons in Serie mindestens ein Turnier und stellte dadurch einen neuen Rekord in der Open Era auf. Die French Open gewann Nadal zum insgesamt zwölften Mal und holte damit seinen 18. Grand-Slam-Titel. Im Finale besiegte er wie im Vorjahr Dominic Thiem mit 6:3, 5:7, 6:1, 6:1. In Wimbledon traf er im Halbfinale auf Roger Federer, das er in vier Sätzen verlor. Beim Masters in Montreal konnte er seinen Titel verteidigen, er gewann das Turnier nach einem Zweisatzsieg gegen Daniil Medwedew zum fünften Mal. Es war sein insgesamt 35. Turniersieg bei einem Masters-Turnier. Seinen 19. Grand-Slam-Titel gewann er bei den US Open nach einem Fünfsatzssieg wiederum gegen Medwedew, es war sein vierter Titel bei diesem Turnier. Mit dem Finaleinzug egalisierte Nadal Federers Rekord von jeweils mindestens fünf Finalteilnahmen bei allen vier Grand-Slam-Turnieren. Die ATP-Turniere nach den US Open entwickelten sich zu einem Rennen um die Weltranglistenspitze zwischen Nadal und dem zu dem Zeitpunkt führenden Novak Đoković. Nachdem Nadal wegen einer Verletzung an der Hand beim Laver Cup das Turnier vorzeitig hatte beenden müssen, musste er auch auf das Turnier in Shanghai verzichten und kehrte erst in Paris auf die ATP-Tour zurück. Hier erreichte er das Halbfinale. Die Partie gegen Denis Shapovalov musste Nadal jedoch erneut verletzungsbedingt absagen. Durch das Erreichen des Halbfinals und den Umstand, dass Đoković seine Weltranglistenpunkte der ATP Finals 2018 verlor, rückte Nadal am 4. November 2019 erneut auf Platz eins der Rangliste vor. Bei den ATP Finals 2019 in London wurde er in eine Gruppe mit Alexander Zverev, Stefanos Tsitsipas und Daniil Medwedew gelost. Nach einer Zweisatzniederlage gegen Zverev und zwei umkämpften Dreisatzerfolgen gegen Medwedew und Tsitsipas kam er nicht über die Gruppenphase hinaus. Dennoch konnte er sich den Abschluss der Saison als Nummer eins sichern, da Vorjahresfinalist Đoković ebenfalls in der Gruppenphase scheiterte. Damit beendete Nadal zum fünften Mal und elf Jahre nach dem ersten Mal eine Saison als Weltranglistenerster.

### 13. French-Open-Sieg (2020–2021)
Zum Saisonauftakt spielte Nadal für Spanien bei der Erstauflage des ATP Cups, bei der die spanische Mannschaft das Finale erreichte. Dort unterlagen sie Serbien mit 1:2, Nadal verlor dabei seine Finalpartie gegen Novak Đoković in zwei Sätzen. Bei den Australian Open schied er im Viertelfinale gegen Dominic Thiem aus. Ende Februar sicherte er sich ohne Satzverlust den Titelgewinn beim Turnier in Acapulco. Aufgrund der COVID-19-Pandemie wurde ab März ein Großteil der Saison abgesagt, sodass diese erst im August fortgeführt wurde. Die Teilnahme an den US Open sagte Nadal jedoch aufgrund von Sicherheitsbedenken ab. Sein erstes Turnier bestritt er erst wieder beim Masters in Rom. Dort unterlag er im Viertelfinale Diego Schwartzman in zwei Sätzen. Bei den auf Oktober 2020 verschobenen French Open gelang ihm zum wiederholten Mal der Einzug ins Endspiel. In diesem besiegte er Novak Đoković mit 6:0, 6:2 und 7:5. Sein 13. Titelgewinn in Roland Garros war gleichzeitig der 20. Titelgewinn bei einem Grand-Slam-Turnier, womit er mit Roger Federer gleichzog, der mit ebenfalls 20 Titeln der bis dato erfolgreichste Spieler bei Grand-Slam-Turnieren war.
Mit seinem Auftaktsieg gegen Feliciano López beim Paris Masters gewann Nadal als vierter Spieler im Profitennis seine 1000. Partie auf der Tour.
2021 gewann Nadal in Barcelona und Rom zwei weitere Sandplatzturniere, mit dem Sieg in Rom zog er mit 36 Masters-Titeln wieder mit Đoković gleich. Anschließend scheiterte er erstmals im Halbfinale der French Open an Novak Đoković, zuvor konnte er das Turnier viermal in Folge gewinnen. Nach diesem Turnier gab Nadal bekannt, Wimbledon und die Olympischen Spiele auszulassen, um sich von seinen körperlichen Beschwerden zu erholen. Nach einem kurzen Comeback in Washington, D.C. teilte Nadal mit, dass er die Saison aufgrund anhaltender Fußprobleme vorzeitig beendet.

### 22. Grand-Slam-Titel nach Siegen bei den Australian Open und French Open sowie Verletzungsprobleme (2022)
Seinen 21. Grand-Slam-Titel im Einzel gewann Nadal bei den Australian Open 2022. Im Finale besiegte er den Russen Daniil Medwedew in fünf Sätzen (2:6, 6:7, 6:4, 6:4, 7:5). Zu diesem Zeitpunkt war er, bis Juni 2023, alleiniger Rekord-Grand-Slam-Sieger im Einzel und wurde nach Rod Laver, Roy Emerson und Đoković zum vierten Spieler, der alle Grand-Slam-Turniere mindestens zweimal gewann. Er setzte seinen Siegeszug mit seinem dritten Saisontitel in Acapulco fort, im Finale von Indian Wells riss seine Serie von 20 Siegen mit einer Niederlage gegen Taylor Fritz. Dabei zog er sich einen Rippenbruch zu, durch den er unter anderem die Turniere in Monte Carlo und Barcelona verpasste.
Bei den French Open gelang Nadal wieder einmal der Einzug ins Endspiel. Auf dem Weg dorthin kam es im Viertelfinale zu einem weiteren Duell mit Novak Đoković, in dem er sich mit einem Vier-Satz-Sieg (6:2, 4:6, 6:2, 7:6) für die letztjährige Halbfinal-Niederlage revanchieren konnte. Im Finale besiegte er den Norweger Casper Ruud mit 6:3, 6:3 und 6:0. Sein 14. Titelgewinn in Roland Garros war gleichzeitig der 22. Titelgewinn bei einem Grand-Slam-Turnier.
Seine Form konnte Nadal in Wimbledon bestätigen. Nach der geglückten Revanche gegen Taylor Fritz musste er sein Halbfinale gegen Nick Kyrgios aber verletzungsbedingt absagen. In die US Open startete Nadal als Mitfavorit. Mit einer Finalteilnahme hätte der Spanier erstmals seit Februar 2020 wieder die Führung in der Weltrangliste übernehmen können, er scheiterte aber überraschend im Achtelfinale an Frances Tiafoe. Am 23. September bestritt Nadal im Doppel zusammen mit Roger Federer beim Laver Cup das letzte offizielle Tennismatch des Schweizers. Sie unterlagen im Match-Tiebreak den US-Amerikanern Tiafoe und Jack Sock. Durch das Aus in der Gruppenphase bei den ATP Finals beendete er die Saison auf Platz zwei der Weltrangliste.

### Verletzungsprobleme und Rücktritt (2023–2024)
In die Australien Open 2023 startete Nadal als Titelverteidiger, und durch den Ausfall von Carlos Alcaraz, auch als Topgesetzter. Er verlor bereits in der zweiten Runde gegen Mackenzie McDonald in drei Sätzen, nur im Jahr 2016 schied er noch früher aus. Am 20. März 2023 fiel er nach 912 Wochen in Folge erstmals in seiner Karriere aus den Top 10 der Weltrangliste, in denen er seit dem 25. April 2005 durchgängig stand. Am 18. Mai 2023 sagte er seine Teilnahme bei den French Open aufgrund einer langwierigen Hüftverletzung ab, damit war er erstmals seit seinem Debüt 2005 in Paris nicht am Start. In der Saison 2023 bestritt er nach den Australian Open kein Match mehr, sodass er die Saison auf Rang 670 in der Weltrangliste beendete. Erstmals seit 2003 konnte er in dieser Saison keine Titel gewinnen.
Im Januar 2024 gab er in Brisbane sein Comeback, wobei er nach zwei klaren Siegen gegen Dominic Thiem und Jason Kubler im Viertelfinale gegen Jordan Thompson ausschied. In diesem Turnier verletzte Nadal sich erneut, woraufhin er seine Teilnahme bei den Australian Open absagte. Zur Sandplatzsaison kehrte er in Barcelona auf die Tour zurück, wo er in der zweiten Runde gegen Alex de Minaur verlor. Auch bei den Mastersturnieren in Madrid und Rom schied er relativ früh aus. Bei den French Open traf Nadal in der ersten Runde als ungesetzter Spieler auf Alexander Zverev, dem er mit 3:6, 6:7 (5:7), 3:6 unterlag. Damit schied er erstmals in der ersten Runde des Turniers aus.
Sein letztes Match bestritt er im November 2024 beim Davis-Cup-Finalturnier in Málaga im Viertelfinale beim 4:6, 4:6 gegen Botic van de Zandschulp. Spanien schied anschließend gegen die Niederlande aus.

## Spielweise und Besonderheiten
Nadals bevorzugter Belag ist der Sandplatz, auf dem er die meisten Erfolge errungen hat. Aus diesem Grund wird er auch oft als Sandplatzkönig (engl. king of clay) bezeichnet. Nadal gilt wie Roger Federer als besonders nervenstark und besitzt ein außergewöhnlich ausgeprägtes Antizipationsvermögen. Damit zwingt er seine Gegner zu einem offensiven und risikoreichen Spiel.
Seine Spielweise ist durch ein kraftvolles und aggressives Grundlinientennis geprägt. Seine Vor- und Rückhandschläge spielt er dabei mit einem äußerst starken Topspin, den er unter anderem mit Hilfe eines extremen Vorhandgriffs (Westerngriff) und einer starken Beschleunigung des Schlägerkopfes erreicht. Untersuchungen haben gezeigt, dass der Ball bei Nadals Vorhandschlägen mit 3000 bis 4000 Umdrehungen pro Minute rotiert und Spieler wie Sampras, Agassi und Federer nur etwa 2000 Umdrehungen pro Minute erreichen. Bemerkenswert ist auch seine außergewöhnliche Athletik, insbesondere seine enorme Schnelligkeit und Beweglichkeit, die es ihm erlaubt, auch schwierige Bälle auf der Rückhandseite zu umlaufen und seinen variableren Vorhandschlag einzusetzen. Seine beidhändige Rückhand gilt als eine der härtesten im Profitennis, wobei Nadal zugutekommt, dass seine Spielhand, obwohl er Rechtshänder ist, die linke ist. Verantwortlich dafür ist sein Onkel und langjähriger Trainer Toni Nadal, der früh der Ansicht war, dass seine beidhändige Rückhand davon profitieren und ihm die Möglichkeit eröffnen würde, beidseitig einen extrem starken Schlag zu entwickeln.
Sein Aufschlag zählte zu Beginn zu seinen Schwächen, was vermutlich auch der genannten Tatsache der linken Spielhand als Rechtshänder geschuldet war. Über die Jahre hat er intensiv an der Verbesserung seiner Technik gearbeitet, wodurch sich sein Aufschlag von einem reinen Mittel zur Eröffnung des Ballwechsels hin zu einem der besten Aufschläge mit hohem Prozentsatz an Punktgewinnen mit dem ersten Aufschlag gewandelt hat. Nadal setzt dabei nicht nur auf Geschwindigkeit, sondern auf das geschickte Platzieren des Balles. Seine Strategie besteht darin, möglichst extreme Winkel zu spielen und seine Gegner so unter Druck zu setzen.
Schon oft wurde Nadal für seine ritualisierte Bewegungsabfolge kritisiert, die speziell vor dem Aufschlag relativ viel Zeit in Anspruch nimmt. Manche Gegner fühlen sich dadurch in ihrem Spielrhythmus gestört. So kritisierte ihn sein ewiger Rivale Federer öffentlich für Überschreitungen der zugelassenen Zeit zwischen den Punkten (25 Sekunden). Seine Kritik richtete sich dabei auch gegen die Schiedsrichter, die das Nichteinhalten nicht ahnden würden. Eines von Nadals ungewöhnlichen Ritualen auf dem Tennisplatz ist die Verwendung von zwei Wasserflaschen, aus welchen er in jeder Pause trinkt und die er stets mit dem Etikett in dieselbe Richtung wieder ausrichtet. Er selbst beschreibt seine vielen Rituale vor und während eines Matches als förderlich für seine Konzentration und für die Fokussierung auf das Spiel bzw. die einzelnen Spielzüge.

## Fußkrankheit
2005 wurde bei Nadal an seinem linken Fuß das Müller-Weiss-Syndrom, eine degenerative Erkrankung des Kahnbeins, festgestellt. Mit speziellen Einlagen konnte er das Problem bekämpfen und so einem frühen Karriereende, das ihm drohte, entgehen. 2021 unterzog er sich an diesem Fuß einem operativen Eingriff.

## Rekorde

### Grand-Slam-Turniere
- Rafael Nadal ist einer von acht Spielern, die alle vier Grand-Slam-Turniere in ihrer Karriere gewinnen konnten. Dies gelang ihm 2010 mit 24 Jahren als jüngstem Spieler in der Open Era. Außerdem ist er einer von vier Spielern, die jedes Grand-Slam-Turnier mindestens zwei Mal gewinnen konnten.
- Nur Nadal, Novak Đoković und Andre Agassi gelang es in ihrer Karriere den Karriere-Golden-Slam, d. h. alle vier Grand-Slam-Turniere und die Olympischen Spiele im Einzel, zu gewinnen.
- Zudem ist er der Einzige, der alle Grand-Slam-Turniere gewann und die olympische Goldmedaille sowohl im Einzel als auch im Doppel holte.
- Er gewann die French Open vierzehn Mal, das ist Rekord bei allen Grand-Slam-Turnieren.
- Er stand vierzehn Mal im Finale desselben Grand-Slam-Turniers, den French Open, wovon er alle gewann.
- Von 2005 bis 2014 gewann er zehn Jahre in Folge mindestens ein Grand-Slam-Turnier und brach damit den Rekord von Björn Borg, Pete Sampras und Federer (8).
- 2010 gewann er die French Open, Wimbledon und die US Open und holte somit als erster Spieler Titel auf drei unterschiedlichen Belägen in einer Saison. 2021 und 2023 gelang das auch Đoković.
- Von den French Open 2010 bis zu den French Open 2018 gewann Nadal 16 Grand-Slam-Halbfinals in Serie und überbot damit die Bestmarke von Björn Borg (14).
- Nadal gewann in 15 Saisons Grand-Slam-Turniere (2005–2014, 2017–2020, 2022).
- Neben Pete Sampras und Ken Rosewall ist er einer von drei Spielern, die Grand-Slams sowohl als Teenager, in ihren 20ern- und 30er-Jahren gewinnen konnten.
- Nur Nadal bei den French Open (2008, 2010, 2017 und 2020) gewann in der Open Era vier Turniere ohne Satzverlust.
- Neben Rod Laver, Borg, Đoković, Federer und Carlos Alcaraz ist er einer von sechs Spielern in der Open Era, die die French Open und Wimbledon hintereinander gewinnen konnten, das gelang ihm 2008 und 2010.
- Er hält mit 112 Siegen bei den French Open den Rekord für die meisten gewonnenen Matches bei einem Turnier. Seine Siegquote von 96,6 % (112:4) bei diesem Turnier ist ebenfalls Rekord.

### ATP Masters 1000
- Von 2005 bis 2014 gewann er zehn Jahre in Folge mindestens ein Masters-Turnier.
- Mit elf Titeln beim Turnier von Monte-Carlo hält er den Rekord für die meisten Siege bei einem Turnier. Seine acht Erfolge hintereinander dort (2005–2012) sind ebenfalls Rekord.
- Zudem ist er der einzige Spieler, der zwei Turniere mindestens zehnmal gewinnen konnte (Monte-Carlo und Rom).
- In Monte-Carlo erreichte Nadal zwölf Finals, zehn Finals erreichte er in Rom und neun in Madrid.
- 2010 gelang es Nadal als erstem Spieler alle drei Sandplatzturniere in einer Saison zu gewinnen (Monte-Carlo, Rom und Madrid).
- 2013 gewann er vier Turniere hintereinander (Rom, Madrid, Montréal und Cincinnati), Novak Đoković gelang das später ebenfalls, allerdings nicht in einer Saison.
- 2013 erreichte Nadal zudem acht Halbfinals, Đoković egalisierte diesen Rekord im Jahr 2015.
- Mit einer Siegquote von 82,0 % hält er den Rekord.

### Weltrangliste
- Nadal ist der erste Spieler, der viermal nach Unterbrechungen wieder auf Platz 1 der Weltrangliste zum Jahresende zurückkehrte.
- Er hält den Rekord für die meisten beendeten Saisons (13) unter den Top-2-Spielern der Weltrangliste.
- Zusätzlich stand er am längsten in Folge in den Top 10 (912 Wochen), damit beendete er 18-mal in Serie (2005–2022) eine Saison in den Top 10.

### Sonstige Rekorde
- Er hält die Rekorde für die höchste Siegquote auf Sandplätzen (90,5 %) und Outdoor-Plätzen (84,3 %).
- Nadal hält die Open-Era-Rekorde für die meisten gewonnenen Titel auf Sand (63) und auf Outdoor-Plätzen (90).
- Von 2005 bis 2007 gewann er 81 Matches in Folge auf Sand, bis Federer die Serie im Finale von Hamburg beendete.
- Von 2017 bis 2018 gelangen ihm 50 Satzerfolge in Serie auf Sand, die längste Serie dieser Art auf einem Platzbelag.
- Bei den French Open triumphierte Nadal 14 mal; in Barcelona holte er 12, in Monte-Carlo elf und in Rom zehn Titel; in der Open Era gelang es bisher nur ihm und Federer mehrere Turniere mindestens zehnmal zu gewinnen.
- Er hält den Rekord für die meisten gewonnenen Titel sowohl bei einem Grand-Slam-Turnier, bei einem Masters- als auch bei einem ATP-Tour-500-Turnier.
- Er gewann von 2005 bis 2022 in 18 Saisons in Folge mindestens zwei Turniere, diesen Rekord teilt er mit Đoković.
- Nadal hält seit Mai 2019 den Rekord für die meisten Siege gegen Weltranglistenerste (23), er überholte damit Boris Becker mit 19 Siegen.

## Auszeichnungen und Würdigungen
| Rang                      | Spieler       | Titel |
| ------------------------- | ------------- | ----- |
| 1.                        | Novak Đoković | 24    |
| 2.                        | Rafael Nadal  | 22    |
| 3.                        | Roger Federer | 20    |
| 4.                        | Pete Sampras  | 14    |
| 5.                        | Roy Emerson   | 12    |
| 6.                        | Björn Borg    | 11    |
| 6.                        | Rod Laver     | 11    |
| 8.                        | Bill Tilden   | 10    |
| Stand: 10. September 2023 |               |       |

| Rang                | Spieler       | Wochen |
| ------------------- | ------------- | ------ |
| 1.                  | Novak Đoković | 428    |
| 2.                  | Roger Federer | 310    |
| 3.                  | Pete Sampras  | 286    |
| 4.                  | Ivan Lendl    | 270    |
| 5.                  | Jimmy Connors | 268    |
| 6.                  | Rafael Nadal  | 209    |
| 7.                  | John McEnroe  | 170    |
| 8.                  | Björn Borg    | 109    |
| 9.                  | Andre Agassi  | 101    |
| Stand: 9. Juni 2024 |               |        |

- 2003: ATP Newcomer of the Year
- 2005: ATP Most Improved Player of the Year
- 2005: European ATP Player of the Year
- 2005: Laureus World Sports Awards/Newcomer des Jahres
- 2006, 2008, 2017: Spaniens Sportler des Jahres
- 2008: ITF World Champion
- 2008, 2010, 2013, 2017: ATP Player of the Year
- 2008: Europas Sportler des Jahres (UEPS) / Vereinigung der europäischen Sportjournalisten
- 2008, 2010: Europas Sportler des Jahres (PAP) / Polska Agencja Prasowa
- 2008: Prinzessin-von-Asturien-Preis
- 2010: Cornelius Atticus (höchste Sportauszeichnung der Balearen)
- 2010: Stefan Edberg Sportsmanship Award
- 2010, 2017: ITF Player of the Year
- 2010, 2013, 2017, 2019: Internationaler Champion des champions (L’Équipe)
- 2010: Spaniens Sportler des Jahrzehnts (Marca)
- 2011, 2021: Weltsportler des Jahres
- 2011: Arthur Ashe Humanitarian Award
- 2013: ATP Comeback Player of the Year
- 2013: Ehrenbürger von Madrid[70]
- 2014: Ehrendoktor der Universität der Balearen[71]

Im Juni 2008 wurde ein Asteroid nach Nadal benannt. Der 2003 vom mallorquinischen Planetarium entdeckte Asteroid trägt seitdem den Namen 128036 Rafaelnadal. Bei der Eröffnungsfeier der Olympischen Spiele 2024 in Paris gehörte Nadal zu den Trägern der olympischen Fackel.

## Sonstige Betätigungsfelder
2008 und 2011 wurde er jeweils für zwei Jahre ins ATP Player Council gewählt, wo er neben dem Präsidenten Roger Federer die Funktion des Vizepräsidenten innehatte. Zu Beginn des Jahres 2011 gehörte er zu den Hauptakteuren einer Gruppe von Spielern, die sich für eine geringere Anzahl Turniere und höhere Preisgelder einsetzten. Er sorgte zudem für Aufsehen, als er dabei das Verhalten Federers als Vorsitzender der Spielergewerkschaft (ATP Player Council) kritisierte und ihm vorwarf, nicht hinter den anderen Spielern zu stehen. Im März 2012 trat er dann – vermutlich aufgrund von Differenzen mit Federer – von diesem Posten zurück.
Im Frühjahr 2010 hatte Rafael Nadal einen Gastauftritt in dem Musikvideo Gypsy als Liebespartner der kolumbianischen Sängerin Shakira.
Anfang 2013 gründete er zusammen mit seinem langjährigen Manager Carlos Costa seine eigene Sportvermarktungsfirma, mit der er Athleten aus verschiedenen Sportarten wie Tennis, Golf und Fußball repräsentieren und zudem Veranstaltungen organisieren will.
In Manacor wurde 2016 das Rafa Nadal Museum Xperience eröffnet.
Im Jahr 2024 wurde Nadal Werbeträger bzw. Sportbotschafter für Saudi-Arabien.

## Leistungsbilanz

### Finalteilnahmen

#### Einzel
| Anzahl von Turniersiegen und Finalteilnahmen bei unterschiedlichen Turnieren und Platzbelägen |                            |                     |               |                            |                            |
|                                                                                               | Siege                      | Siege               |               | Finalteilnahmen            | Finalteilnahmen            |
|                                                                                               | Turnierkategorien*         | Platzbeläge         |               | Turnierkategorien*         | Platzbeläge                |
|                                                                                               | Grand Slam (22)            | Hartplatz (25)      |               | Grand Slam (30)            | Hartplatz (52)             |
|                                                                                               | ATP Tour Finals (0)        | Sand (63)           |               | ATP Tour Finals (2)        | Sand (72)                  |
|                                                                                               | ATP Tour Masters 1000 (36) | Rasen (4)           |               | ATP Tour Masters 1000 (53) | Rasen (7)                  |
|                                                                                               | Olympische Spiele (1)      |                     |               | Olympische Spiele (1)      |                            |
|                                                                                               | ATP Tour 500 (23)          |                     |               | ATP Tour 500 (29)          |                            |
|                                                                                               | ATP Tour 250 (10)          |                     |               | ATP Tour 250 (16)          |                            |
| Detaillierte Darstellung der Turniersiege                                                     |                            |                     |               |                            |                            |
| Nr.                                                                                           | Datum                      | Turnier             | Belag         | Finalgegner                | Ergebnis                   |
| 01.                                                                                           | 15. August 2004            | Sopot               | Sand          | José Acasuso               | 6:3, 6:4                   |
| 02.                                                                                           | 20. Februar 2005           | Costa do Sauípe (1) | Sand          | Alberto Martín             | 6:0, 6:72, 6:1             |
| 03.                                                                                           | 27. Februar 2005           | Acapulco (1)        | Sand          | Albert Montañés            | 6:1, 6:0                   |
| 04.                                                                                           | 17. April 2005             | Monte Carlo (1)     | Sand          | Guillermo Coria            | 6:3, 6:1, 0:6, 7:5         |
| 05.                                                                                           | 24. April 2005             | Barcelona (1)       | Sand          | Juan Carlos Ferrero        | 6:1, 7:64, 6:3             |
| 06.                                                                                           | 08. Mai 2005               | Rom (1)             | Sand          | Guillermo Coria            | 6:4, 3:6, 6:3, 4:6, 7:66   |
| 07.                                                                                           | 05. Juni 2005              | French Open (1)     | Sand          | Mariano Puerta             | 6:76, 6:3, 6:1, 7:5        |
| 08.                                                                                           | 10. Juli 2005              | Båstad              | Sand          | Tomáš Berdych              | 2:6, 6:2, 6:4              |
| 09.                                                                                           | 24. Juli 2005              | Stuttgart (1)       | Sand          | Gastón Gaudio              | 6:3, 6:3, 6:4              |
| 10.                                                                                           | 14. August 2005            | Montreal (1)        | Hartplatz     | Andre Agassi               | 6:3, 4:6, 6:2              |
| 11.                                                                                           | 18. September 2005         | Peking (1)          | Hartplatz     | Guillermo Coria            | 5:7, 6:1, 6:2              |
| 12.                                                                                           | 23. Oktober 2005           | Madrid (1)          | Hartplatz (i) | Ivan Ljubičić              | 3:6, 2:6, 6:3, 6:4, 7:63   |
| 13.                                                                                           | 04. März 2006              | Dubai               | Hartplatz     | Roger Federer              | 2:6, 6:4, 6:4              |
| 14.                                                                                           | 23. April 2006             | Monte Carlo (2)     | Sand          | Roger Federer              | 6:2, 6:72, 6:3, 7:65       |
| 15.                                                                                           | 30. April 2006             | Barcelona (2)       | Sand          | Tommy Robredo              | 6:4, 6:4, 6:0              |
| 16.                                                                                           | 14. Mai 2006               | Rom (2)             | Sand          | Roger Federer              | 6:70, 7:65, 6:4, 2:6, 7:65 |
| 17.                                                                                           | 11. Juni 2006              | French Open (2)     | Sand          | Roger Federer              | 1:6, 6:1, 6:4, 7:64        |
| 18.                                                                                           | 18. März 2007              | Indian Wells (1)    | Hartplatz     | Novak Đoković              | 6:2, 7:5                   |
| 19.                                                                                           | 22. April 2007             | Monte Carlo (3)     | Sand          | Roger Federer              | 6:4, 6:4                   |
| 20.                                                                                           | 29. April 2007             | Barcelona (3)       | Sand          | Guillermo Cañas            | 6:3, 6:4                   |
| 21.                                                                                           | 13. Mai 2007               | Rom (3)             | Sand          | Fernando González          | 6:2, 6:2                   |
| 22.                                                                                           | 10. Juni 2007              | French Open (3)     | Sand          | Roger Federer              | 6:3, 4:6, 6:3, 6:4         |
| 23.                                                                                           | 22. Juli 2007              | Stuttgart (2)       | Sand          | Stanislas Wawrinka         | 6:4, 7:5                   |
| 24.                                                                                           | 27. April 2008             | Monte Carlo (4)     | Sand          | Roger Federer              | 7:5, 7:5                   |
| 25.                                                                                           | 04. Mai 2008               | Barcelona (4)       | Sand          | David Ferrer               | 6:1, 4:6, 6:1              |
| 26.                                                                                           | 18. Mai 2008               | Hamburg (1)         | Sand          | Roger Federer              | 7:5, 6:73, 6:3             |
| 27.                                                                                           | 08. Juni 2008              | French Open (4)     | Sand          | Roger Federer              | 6:1, 6:3, 6:0              |
| 28.                                                                                           | 15. Juni 2008              | Queen’s Club        | Rasen         | Novak Đoković              | 7:66, 7:5                  |
| 29.                                                                                           | 06. Juli 2008              | Wimbledon (1)       | Rasen         | Roger Federer              | 6:4, 6:4, 6:75, 6:78, 9:7  |
| 30.                                                                                           | 27. Juli 2008              | Toronto (2)         | Hartplatz     | Nicolas Kiefer             | 6:3, 6:2                   |
| 31.                                                                                           | 17. August 2008            | Peking              | Hartplatz     | Fernando González          | 6:3, 7:62, 6:3             |
| 32.                                                                                           | 01. Februar 2009           | Australian Open (1) | Hartplatz     | Roger Federer              | 7:5, 3:6, 7:63, 3:6, 6:2   |
| 33.                                                                                           | 22. März 2009              | Indian Wells (1)    | Hartplatz     | Andy Murray                | 6:1, 6:2                   |
| 34.                                                                                           | 19. April 2009             | Monte Carlo (5)     | Sand          | Novak Đoković              | 6:3, 2:6, 6:1              |
| 35.                                                                                           | 26. April 2009             | Barcelona (5)       | Sand          | David Ferrer               | 6:2, 7:5                   |
| 36.                                                                                           | 03. Mai 2009               | Rom (4)             | Sand          | Novak Đoković              | 7:62, 6:2                  |
| 37.                                                                                           | 18. April 2010             | Monte Carlo (6)     | Sand          | Fernando Verdasco          | 6:0, 6:1                   |
| 38.                                                                                           | 02. Mai 2010               | Rom (5)             | Sand          | David Ferrer               | 7:5, 6:2                   |
| 39.                                                                                           | 16. Mai 2010               | Madrid (2)          | Sand          | Roger Federer              | 6:4, 7:65                  |
| 40.                                                                                           | 06. Juni 2010              | French Open (5)     | Sand          | Robin Söderling            | 6:4, 6:2, 6:4              |
| 41.                                                                                           | 04. Juli 2010              | Wimbledon (2)       | Rasen         | Tomáš Berdych              | 6:3, 7:5, 6:4              |
| 42.                                                                                           | 13. September 2010         | US Open (1)         | Hartplatz     | Novak Đoković              | 6:4, 5:7, 6:4, 6:2         |
| 43.                                                                                           | 10. Oktober 2010           | Tokio               | Hartplatz     | Gaël Monfils               | 6:1, 7:5                   |
| 44.                                                                                           | 17. April 2011             | Monte Carlo (7)     | Sand          | David Ferrer               | 6:4, 7:5                   |
| 45.                                                                                           | 24. April 2011             | Barcelona (6)       | Sand          | David Ferrer               | 6:2, 6:4                   |
| 46.                                                                                           | 05. Juni 2011              | French Open (6)     | Sand          | Roger Federer              | 7:5, 7:63, 5:7, 6:1        |
| 47.                                                                                           | 22. April 2012             | Monte Carlo (8)     | Sand          | Novak Đoković              | 6:3, 6:1                   |
| 48.                                                                                           | 29. April 2012             | Barcelona (7)       | Sand          | David Ferrer               | 7:61, 7:5                  |
| 49.                                                                                           | 21. Mai 2012               | Rom (6)             | Sand          | Novak Đoković              | 7:5, 6:3                   |
| 50.                                                                                           | 11. Juni 2012              | French Open (7)     | Sand          | Novak Đoković              | 6:4, 6:3, 2:6, 7:5         |
| 51.                                                                                           | 17. Februar 2013           | São Paulo (2)       | Sand (i)      | David Nalbandian           | 6:2, 6:3                   |
| 52.                                                                                           | 02. März 2013              | Acapulco (2)        | Sand          | David Ferrer               | 6:0, 6:2                   |
| 53.                                                                                           | 18. März 2013              | Indian Wells (2)    | Hartplatz     | Juan Martín del Potro      | 4:6, 6:3, 6:4              |
| 54.                                                                                           | 28. April 2013             | Barcelona (8)       | Sand          | Nicolás Almagro            | 6:4, 6:3                   |
| 55.                                                                                           | 12. Mai 2013               | Madrid (3)          | Sand          | Stanislas Wawrinka         | 6:2, 6:4                   |
| 56.                                                                                           | 19. Mai 2013               | Rom (7)             | Sand          | Roger Federer              | 6:1, 6:3                   |
| 57.                                                                                           | 09. Juni 2013              | French Open (8)     | Sand          | David Ferrer               | 6:3, 6:2, 6:3              |
| 58.                                                                                           | 11. August 2013            | Montreal (3)        | Hartplatz     | Milos Raonic               | 6:2, 6:2                   |
| 59.                                                                                           | 18. August 2013            | Cincinnati          | Hartplatz     | John Isner                 | 7:68, 7:63                 |
| 60.                                                                                           | 09. September 2013         | US Open (2)         | Hartplatz     | Novak Đoković              | 6:2, 3:6, 6:4, 6:1         |
| 61.                                                                                           | 04. Januar 2014            | Doha                | Hartplatz     | Gaël Monfils               | 6:1, 6:75, 6:2             |
| 62.                                                                                           | 23. Februar 2014           | Rio de Janeiro      | Sand          | Oleksandr Dolhopolow       | 6:3, 7:63                  |
| 63.                                                                                           | 11. Mai 2014               | Madrid (4)          | Sand          | Kei Nishikori              | 2:6, 6:4, 3:0, aufgg.      |
| 64.                                                                                           | 08. Juni 2014              | French Open (9)     | Sand          | Novak Đoković              | 3:6, 7:5, 6:2, 6:4         |
| 65.                                                                                           | 01. März 2015              | Buenos Aires        | Sand          | Juan Mónaco                | 6:4, 6:1                   |
| 66.                                                                                           | 14. Juni 2015              | Stuttgart (3)       | Rasen         | Viktor Troicki             | 7:63, 6:3                  |
| 67.                                                                                           | 02. August 2015            | Hamburg (2)         | Sand          | Fabio Fognini              | 7:5, 7:5                   |
| 68.                                                                                           | 17. April 2016             | Monte Carlo (9)     | Sand          | Gaël Monfils               | 7:5, 5:7, 6:0              |
| 69.                                                                                           | 24. April 2016             | Barcelona (9)       | Sand          | Kei Nishikori              | 6:4, 7:5                   |
| 70.                                                                                           | 23. April 2017             | Monte Carlo (10)    | Sand          | Albert Ramos Viñolas       | 6:1, 6:3                   |
| 71.                                                                                           | 30. April 2017             | Barcelona (10)      | Sand          | Dominic Thiem              | 6:4, 6:1                   |
| 72.                                                                                           | 14. Mai 2017               | Madrid (5)          | Sand          | Dominic Thiem              | 7:68, 6:4                  |
| 73.                                                                                           | 11. Juni 2017              | French Open (10)    | Sand          | Stan Wawrinka              | 6:2, 6:3, 6:1              |
| 74.                                                                                           | 10. September 2017         | US Open (3)         | Hartplatz     | Kevin Anderson             | 6:3, 6:3, 6:4              |
| 75.                                                                                           | 08. Oktober 2017           | Peking (2)          | Hartplatz     | Nick Kyrgios               | 6:2, 6:1                   |
| 76.                                                                                           | 22. April 2018             | Monte Carlo (11)    | Sand          | Kei Nishikori              | 6:3, 6:2                   |
| 77.                                                                                           | 29. April 2018             | Barcelona (11)      | Sand          | Stefanos Tsitsipas         | 6:2, 6:1                   |
| 78.                                                                                           | 20. Mai 2018               | Rom (8)             | Sand          | Alexander Zverev           | 6:1, 1:6, 6:3              |
| 79.                                                                                           | 10. Juni 2018              | French Open (11)    | Sand          | Dominic Thiem              | 6:4, 6:3, 6:2              |
| 80.                                                                                           | 12. August 2018            | Toronto (4)         | Hartplatz     | Stefanos Tsitsipas         | 6:2, 7:64                  |
| 81.                                                                                           | 19. Mai 2019               | Rom (9)             | Sand          | Novak Đoković              | 6:0, 4:6, 6:1              |
| 82.                                                                                           | 09. Juni 2019              | French Open (12)    | Sand          | Dominic Thiem              | 6:3, 5:7, 6:1, 6:1         |
| 83.                                                                                           | 11. August 2019            | Montreal (5)        | Hartplatz     | Daniil Medwedew            | 6:3, 6:0                   |
| 84.                                                                                           | 08. September 2019         | US Open (4)         | Hartplatz     | Daniil Medwedew            | 7:5, 6:3, 5:7, 4:6, 6:4    |
| 85.                                                                                           | 29. Februar 2020           | Acapulco (3)        | Hartplatz     | Taylor Fritz               | 6:3, 6:2                   |
| 86.                                                                                           | 11. Oktober 2020           | French Open (13)    | Sand          | Novak Đoković              | 6:0, 6:2, 7:5              |
| 87.                                                                                           | 25. April 2021             | Barcelona (12)      | Sand          | Stefanos Tsitsipas         | 6:4, 6:76, 7:5             |
| 88.                                                                                           | 16. Mai 2021               | Rom (10)            | Sand          | Novak Đoković              | 7:5, 1:6, 6:3              |
| 89.                                                                                           | 09. Januar 2022            | Melbourne           | Hartplatz     | Maxime Cressy              | 7:66, 6:3                  |
| 90.                                                                                           | 30. Januar 2022            | Australian Open (2) | Hartplatz     | Daniil Medwedew            | 2:6, 6:75, 6:4, 6:4, 7:5   |
| 91.                                                                                           | 26. Februar 2022           | Acapulco (4)        | Hartplatz     | Cameron Norrie             | 6:4, 6:4                   |
| 92.                                                                                           | 05. Juni 2022              | French Open (14)    | Sand          | Casper Ruud                | 6:3, 6:3, 6:0              |
| Detaillierte Darstellung der verlorenen Finals                                                |                            |                     |               |                            |                            |
| Nr.                                                                                           | Datum                      | Turnier             | Belag         | Finalgegner                | Ergebnis                   |
| 01.                                                                                           | 18. Januar 2004            | Auckland            | Hartplatz     | Dominik Hrbatý             | 6:4, 2:6, 5:7              |
| 02.                                                                                           | 03. April 2005             | Miami (1)           | Hartplatz     | Roger Federer              | 6:2, 7:62, 6:75, 3:6, 1:6  |
| 03.                                                                                           | 09. Juli 2006              | Wimbledon (1)       | Rasen         | Roger Federer              | 0:6, 6:75, 7:62, 3:6       |
| 04.                                                                                           | 20. Mai 2007               | Hamburg             | Sand          | Roger Federer              | 6:2, 2:6, 0:6              |
| 05.                                                                                           | 08. Juli 2007              | Wimbledon (2)       | Rasen         | Roger Federer              | 6:77, 6:4, 6:73, 6:2, 2:6  |
| 06.                                                                                           | 04. November 2007          | Paris               | Hartplatz (i) | David Nalbandian           | 4:6, 0:6                   |
| 07.                                                                                           | 06. Januar 2008            | Chennai             | Hartplatz     | Michail Juschny            | 0:6, 1:6                   |
| 08.                                                                                           | 06. April 2008             | Miami (2)           | Hartplatz     | Nikolai Dawydenko          | 4:6, 2:6                   |
| 09.                                                                                           | 15. Februar 2009           | Rotterdam           | Hartplatz (i) | Andy Murray                | 3:6, 6:4, 0:6              |
| 10.                                                                                           | 10. Mai 2009               | Madrid (1)          | Sand          | Roger Federer              | 4:6, 4:6                   |
| 11.                                                                                           | 18. Oktober 2009           | Shanghai (1)        | Hartplatz     | Nikolai Dawydenko          | 6:73, 3:6                  |
| 12.                                                                                           | 09. Januar 2010            | Doha (1)            | Hartplatz     | Nikolai Dawydenko          | 6:0, 6:78, 4:6             |
| 13.                                                                                           | 28. November 2010          | Tour Finals (1)     | Hartplatz (i) | Roger Federer              | 3:6, 6:3, 1:6              |
| 14.                                                                                           | 20. März 2011              | Indian Wells (1)    | Hartplatz     | Novak Đoković              | 6:4, 3:6, 2:6              |
| 15.                                                                                           | 03. April 2011             | Miami (3)           | Hartplatz     | Novak Đoković              | 6:4, 3:6, 6:74             |
| 16.                                                                                           | 08. Mai 2011               | Madrid (2)          | Sand          | Novak Đoković              | 5:7, 4:6                   |
| 17.                                                                                           | 15. Mai 2011               | Rom (1)             | Sand          | Novak Đoković              | 4:6, 4:6                   |
| 18.                                                                                           | 03. Juli 2011              | Wimbledon (3)       | Rasen         | Novak Đoković              | 4:6, 1:6, 6:1, 3:6         |
| 19.                                                                                           | 12. September 2011         | US Open             | Hartplatz     | Novak Đoković              | 2:6, 4:6, 7:63, 1:6        |
| 20.                                                                                           | 09. Oktober 2011           | Tokio               | Hartplatz     | Andy Murray                | 6:3, 2:6, 0:6              |
| 21.                                                                                           | 29. Januar 2012            | Australian Open (1) | Hartplatz     | Novak Đoković              | 7:5, 4:6, 2:6, 7:65, 5:7   |
| 22.                                                                                           | 10. Februar 2013           | Viña del Mar        | Sand          | Horacio Zeballos           | 7:62, 6:76, 4:6            |
| 23.                                                                                           | 21. April 2013             | Monte Carlo         | Sand          | Novak Đoković              | 2:6, 6:71                  |
| 24.                                                                                           | 06. Oktober 2013           | Peking (1)          | Hartplatz     | Novak Đoković              | 3:6, 4:6                   |
| 25.                                                                                           | 11. November 2013          | Tour Finals (2)     | Hartplatz (i) | Novak Đoković              | 3:6, 4:6                   |
| 26.                                                                                           | 26. Januar 2014            | Australian Open (2) | Hartplatz     | Stanislas Wawrinka         | 3:6, 2:6, 6:3, 3:6         |
| 27.                                                                                           | 30. März 2014              | Miami (4)           | Hartplatz     | Novak Đoković              | 3:6, 3:6                   |
| 28.                                                                                           | 18. Mai 2014               | Rom (2)             | Sand          | Novak Đoković              | 6:4, 3:6, 3:6              |
| 29.                                                                                           | 10. Mai 2015               | Madrid (3)          | Sand          | Andy Murray                | 3:6, 2:6                   |
| 30.                                                                                           | 11. Oktober 2015           | Peking (2)          | Hartplatz     | Novak Đoković              | 2:6, 2:6                   |
| 31.                                                                                           | 01. November 2015          | Basel               | Hartplatz (i) | Roger Federer              | 3:6, 7:5, 3:6              |
| 32.                                                                                           | 09. Januar 2016            | Doha (2)            | Hartplatz     | Novak Đoković              | 1:6, 2:6                   |
| 33.                                                                                           | 29. Januar 2017            | Australian Open (3) | Hartplatz     | Roger Federer              | 4:6, 6:3, 1:6, 6:3, 3:6    |
| 34.                                                                                           | 04. März 2017              | Acapulco            | Hartplatz     | Sam Querrey                | 3:6, 6:73                  |
| 35.                                                                                           | 02. April 2017             | Miami (5)           | Hartplatz     | Roger Federer              | 3:6, 4:6                   |
| 36.                                                                                           | 15. Oktober 2017           | Shanghai (2)        | Hartplatz     | Roger Federer              | 4:6, 3:6                   |
| 37.                                                                                           | 27. Januar 2019            | Australian Open (4) | Hartplatz     | Novak Đoković              | 3:6, 2:6, 3:6              |
| 38.                                                                                           | 20. März 2022              | Indian Wells (2)    | Hartplatz     | Taylor Fritz               | 3:6, 6:75                  |
| 39.                                                                                           | 21. Juli 2024              | Båstad              | Sand          | Nuno Borges                | 3:6, 2:6                   |

(*) Bezeichnungen der Turnierkategorien bis 2008:

ATP World Tour Masters 1000 = ATP Masters Series

ATP World Tour 500 = International Series Gold

ATP World Tour 250 = International Series

#### Doppel
| Anzahl von Turniersiegen und Finalteilnahmen bei unterschiedlichen Turnieren und Platzbelägen |                           |                  |           |                           |                                 |                   |
|                                                                                               | Siege                     | Siege            |           | Finalteilnahmen           | Finalteilnahmen                 |                   |
|                                                                                               | Turnierkategorien*        | Platzbeläge      |           | Turnierkategorien*        | Platzbeläge                     |                   |
|                                                                                               | ATP Tour Masters 1000 (3) | Hartplatz (9)    |           | ATP Tour Masters 1000 (3) | Hartplatz (10)                  |                   |
|                                                                                               | Olympische Spiele (1)     |                  |           | Olympische Spiele (1)     |                                 |                   |
|                                                                                               | ATP Tour 500 (1)          | Sand (2)         |           | ATP Tour 500 (3)          | Sand (5)                        |                   |
|                                                                                               | ATP Tour 250 (6)          |                  |           | ATP Tour 250 (8)          |                                 |                   |
| Detaillierte Darstellung der Turniersiege                                                     |                           |                  |           |                           |                                 |                   |
| Nr.                                                                                           | Datum                     | Turnier          | Belag     | Partner                   | Finalgegner                     | Ergebnis          |
| 01.                                                                                           | 27. Juli 2003             | Umag             | Sand      | Álex López Morón          | Todd Perry Thomas Shimada       | 6:1, 6:3          |
| 02.                                                                                           | 11. Januar 2004           | Chennai          | Hartplatz | Tommy Robredo             | Jonathan Erlich Andy Ram        | 7:63, 4:6, 6:3    |
| 03.                                                                                           | 09. Januar 2005           | Doha (1)         | Hartplatz | Albert Costa              | Andrei Pavel Michail Juschny    | 6:3, 4:6, 6:3     |
| 04.                                                                                           | 27. April 2008            | Monto Carlo      | Sand      | Tommy Robredo             | Mahesh Bhupathi Mark Knowles    | 6:3, 6:3          |
| 05.                                                                                           | 09. Januar 2009           | Doha (2)         | Hartplatz | Marc López                | Daniel Nestor Nenad Zimonjić    | 4:6, 6:4, [10:8]  |
| 06.                                                                                           | 20. März 2010             | Indian Wells (1) | Hartplatz | Marc López                | Daniel Nestor Nenad Zimonjić    | 7:68, 6:3         |
| 07.                                                                                           | 07. Januar 2011           | Doha (3)         | Hartplatz | Marc López                | Daniele Bracciali Andreas Seppi | 6:3, 7:64         |
| 08.                                                                                           | 18. März 2012             | Indian Wells (2) | Hartplatz | Marc López                | John Isner Sam Querrey          | 6:2, 7:63         |
| 09.                                                                                           | 09. Januar 2015           | Doha (4)         | Hartplatz | Juan Mónaco               | Julian Knowle Philipp Oswald    | 6:3, 6:4          |
| 10.                                                                                           | 12. August 2016           | Rio de Janeiro   | Hartplatz | Marc López                | Florin Mergea Horia Tecău       | 6:2, 3:6, 6:4     |
| 11.                                                                                           | 09. Oktober 2016          | Peking           | Hartplatz | Pablo Carreño Busta       | Jack Sock Bernard Tomic         | 6:76, 6:2, [10:8] |
| Detaillierte Darstellung der verlorenen Finals                                                |                           |                  |           |                           |                                 |                   |
| Nr.                                                                                           | Datum                     | Turnier          | Belag     | Partner                   | Finalgegner                     | Ergebnis          |
| 01.                                                                                           | 24. April 2005            | Barcelona (1)    | Sand      | Feliciano López           | Leander Paes Nenad Zimonjić     | 3:6, 3:6          |
| 02.                                                                                           | 08. Januar 2007           | Chennai          | Hartplatz | Bartolomé Salvá Vidal     | Xavier Malisse Dick Norman      | 6:74, 6:74        |
| 03.                                                                                           | 30. April 2007            | Barcelona (2)    | Sand      | Bartolomé Salvá Vidal     | Andrei Pavel Alexander Waske    | 3:6, 6:71         |
| 04.                                                                                           | 10. Februar 2013          | Viña del Mar     | Sand      | Juan Mónaco               | Paolo Lorenzi Potito Starace    | 2:6, 4:6          |

(*) Bezeichnungen der Turnierkategorien bis 2008:

ATP World Tour Masters 1000 = ATP Masters Series

ATP World Tour 500 = International Series Gold

ATP World Tour 250 = International Series

### Leistungsbilanz bei den wichtigsten Turnieren
| Turnier 1                    | 2001              | 2002              | 2003              | 2004              | 2005              | 2006              | 2007              | 2008              | 2009                 | 2010                 | 2011                 | 2012                 | 2013                 | 2014                 | 2015                 | 2016                 | 2017                 | 2018                 | 2019                 | 2020                 | 2021                 | 2022                 | 2023                 | 2024                 | Gesamt   |
| Australian Open              | –                 | –                 | –                 | 3R                | AF                | –                 | VF                | HF                | S                    | VF                   | VF                   | F                    | –                    | F                    | VF                   | 1R                   | F                    | VF                   | F                    | VF                   | VF                   | S                    | 2R                   | –                    | 2        |
| French Open                  | –                 | –                 | –                 | –                 | S                 | S                 | S                 | S                 | AF                   | S                    | S                    | S                    | S                    | S                    | VF                   | 3R                   | S                    | S                    | S                    | S                    | HF                   | S                    | –                    | 1R                   | 14       |
| Wimbledon                    | –                 | –                 | 3R                | –                 | 2R                | F                 | F                 | S                 | –                    | S                    | F                    | 2R                   | 1R                   | AF                   | 2R                   | –                    | AF                   | HF                   | HF                   | n. a.                | –                    | HF                   | –                    | –                    | 2        |
| US Open                      | –                 | –                 | 2R                | 2R                | 3R                | VF                | AF                | HF                | HF                   | S                    | F                    | –                    | S                    | –                    | 3R                   | AF                   | S                    | HF                   | S                    | –                    | –                    | AF                   | –                    | –                    | 4        |
| ATP Finals 2                 | –                 | –                 | –                 | –                 | –                 | HF                | HF                | –                 | RR                   | F                    | RR                   | –                    | F                    | –                    | HF                   | –                    | RR                   | –                    | RR                   | HF                   | –                    | RR                   | –                    | –                    | 0        |
| Indian Wells Masters         | –                 | –                 | –                 | 3R                | –                 | HF                | S                 | HF                | S                    | HF                   | F                    | HF                   | S                    | 3R                   | VF                   | HF                   | AF                   | –                    | HF                   | n.a.                 | –                    | F                    | –                    | –                    | 3        |
| Miami Masters                | –                 | –                 | –                 | AF                | F                 | 2R                | VF                | F                 | VF                   | HF                   | F                    | HF                   | –                    | F                    | 3R                   | 2R                   | F                    | –                    | –                    | n.a.                 | –                    | –                    | –                    | –                    | 0        |
| Monte Carlo Masters          | –                 | –                 | AF                | –                 | S                 | S                 | S                 | S                 | S                    | S                    | S                    | S                    | F                    | VF                   | HF                   | S                    | S                    | S                    | HF                   | n.a.                 | VF                   | –                    | –                    | –                    | 11       |
| Madrid Masters 3             | n.a.              | –                 | 1R                | 2R                | S                 | VF                | VF                | HF                | F                    | S                    | F                    | AF                   | S                    | S                    | F                    | HF                   | S                    | VF                   | HF                   | n.a.                 | VF                   | VF                   | –                    | AF                   | 5        |
| Rom Masters                  | –                 | –                 | –                 | –                 | S                 | S                 | S                 | 2R                | S                    | S                    | F                    | S                    | S                    | F                    | VF                   | VF                   | VF                   | S                    | S                    | VF                   | S                    | AF                   | –                    | 2R                   | 10       |
| Hamburg Masters              | –                 | –                 | AF                | –                 | –                 | –                 | F                 | S                 | nicht Teil der Serie | nicht Teil der Serie | nicht Teil der Serie | nicht Teil der Serie | nicht Teil der Serie | nicht Teil der Serie | nicht Teil der Serie | nicht Teil der Serie | nicht Teil der Serie | nicht Teil der Serie | nicht Teil der Serie | nicht Teil der Serie | nicht Teil der Serie | nicht Teil der Serie | nicht Teil der Serie | nicht Teil der Serie | 1        |
| Kanada Masters               | –                 | –                 | –                 | 1R                | S                 | AF                | HF                | S                 | VF                   | HF                   | 2R                   | –                    | S                    | –                    | VF                   | –                    | AF                   | S                    | S                    | n.a.                 | –                    | –                    | –                    | –                    | 5        |
| Cincinnati Masters           | –                 | –                 | –                 | 1R                | 1R                | VF                | 2R                | HF                | HF                   | VF                   | VF                   | –                    | S                    | –                    | AF                   | AF                   | VF                   | –                    | –                    | –                    | –                    | 2R                   | –                    | –                    | 1        |
| Stuttgart Masters            | –                 | nicht ausgetragen | nicht ausgetragen | nicht ausgetragen | nicht ausgetragen | nicht ausgetragen | nicht ausgetragen | nicht ausgetragen | nicht ausgetragen    | nicht ausgetragen    | nicht ausgetragen    | nicht ausgetragen    | nicht ausgetragen    | nicht ausgetragen    | nicht ausgetragen    | nicht ausgetragen    | nicht ausgetragen    | nicht ausgetragen    | nicht ausgetragen    | nicht ausgetragen    | nicht ausgetragen    | nicht ausgetragen    | nicht ausgetragen    | nicht ausgetragen    | 0        |
| Shanghai Masters             | nicht ausgetragen | nicht ausgetragen | nicht ausgetragen | nicht ausgetragen | nicht ausgetragen | nicht ausgetragen | nicht ausgetragen | nicht ausgetragen | F                    | AF                   | AF                   | –                    | HF                   | 2R                   | HF                   | 2R                   | F                    | –                    | –                    | n.a.                 | n.a.                 | n.a.                 | –                    | –                    | 0        |
| Paris Masters                | –                 | –                 | –                 | –                 | –                 | –                 | F                 | VF                | HF                   | –                    | –                    | –                    | HF                   | –                    | VF                   | –                    | VF                   | –                    | HF                   | HF                   | –                    | 2R                   | –                    | –                    | 0        |
| Olympische Spiele            | nicht ausgetragen | nicht ausgetragen | nicht ausgetragen | –                 | nicht ausgetragen | nicht ausgetragen | nicht ausgetragen | S                 | nicht ausgetragen    | nicht ausgetragen    | nicht ausgetragen    | –                    | nicht ausgetragen    | nicht ausgetragen    | nicht ausgetragen    | KF                   | nicht ausgetragen    | nicht ausgetragen    | nicht ausgetragen    | nicht ausgetragen    | –                    | n. a.                | n. a.                | 2R                   | 1        |
| Davis Cup 4                  | –                 | –                 | –                 | S                 | PO                | PO                | –                 | S                 | S                    | –                    | S                    | –                    | PO                   | –                    | K1                   | –                    | –                    | HF                   | S                    | n. a.                | –                    | –                    | –                    | VF                   | 5        |
| Turnierteilnahmen            | 0                 | 1                 | 11                | 18                | 21                | 16                | 20                | 19                | 17                   | 17                   | 17                   | 11                   | 17                   | 15                   | 23                   | 16                   | 18                   | 9                    | 13                   | 6                    | 7                    | 12                   | 1                    | 7                    | 312      |
| Erreichte Finals             | 0                 | 0                 | 0                 | 2                 | 12                | 6                 | 9                 | 10                | 8                    | 9                    | 10                   | 5                    | 14                   | 7                    | 6                    | 3                    | 10                   | 5                    | 5                    | 2                    | 2                    | 5                    | 0                    | 1                    | 131      |
| Gewonnene Titel              | 0                 | 0                 | 0                 | 1                 | 11                | 5                 | 6                 | 8                 | 5                    | 7                    | 3                    | 4                    | 10                   | 4                    | 3                    | 2                    | 6                    | 5                    | 4                    | 2                    | 2                    | 4                    | 0                    | 0                    | 92       |
| Hartplatz-Siege/-Niederlagen | 0:0               | 0:0               | 1:2               | 14:10             | 28:6              | 25:10             | 31:12             | 46:10             | 42:12                | 40:9                 | 33:11                | 17:3                 | 36:4                 | 20:6                 | 30:12                | 18:10                | 41:10                | 14:2                 | 32:3                 | 18:6                 | 5:2                  | 24:6                 | 1:3                  | 2:2                  | 518:151  |
| Sand-Siege/-Niederlagen      | 0:0               | 1:1               | 11:6              | 14:3              | 50:2              | 26:0              | 31:1              | 24:1              | 24:2                 | 22:0                 | 28:2                 | 23:1                 | 39:2                 | 25:3                 | 26:6                 | 21:4                 | 24:1                 | 26:1                 | 21:3                 | 9:1                  | 19:3                 | 10:2                 | 0:0                  | 10:6                 | 484:51   |
| Rasen-Siege/-Niederlagen     | 0:0               | 0:0               | 2:1               | 0:0               | 1:2               | 8:2               | 8:2               | 12:0              | 0:0                  | 9:1                  | 8:2                  | 2:2                  | 0:1                  | 3:2                  | 5:2                  | 0:0                  | 3:1                  | 5:1                  | 5:1                  | 0:0                  | 0:0                  | 5:0                  | 0:0                  | 0:0                  | 76:20    |
| Teppich-Siege/-Niederlagen   | 0:0               | 0:0               | 0:2               | 2:4               | 0:0               | 0:0               | 0:0               | 0:0               | 0:0                  | 0:0                  | 0:0                  | 0:0                  | 0:0                  | 0:0                  | 0:0                  | 0:0                  | 0:0                  | 0:0                  | 0:0                  | 0:0                  | 0:0                  | 0:0                  | 0:0                  | 0:0                  | 2:6      |
| Gesamt-Siege/-Niederlagen    | 0:0               | 1:1               | 14:11             | 30:17             | 79:10             | 59:12             | 70:15             | 82:11             | 66:14                | 71:10                | 69:15                | 42:6                 | 75:7                 | 48:11                | 61:20                | 39:14                | 68:12                | 45:4                 | 58:7                 | 27:7                 | 24:5                 | 39:8                 | 1:3                  | 12:8                 | 1080:228 |
| Position am Jahresende       | 811               | 200               | 49                | 51                | 2                 | 2                 | 2                 | 1                 | 2                    | 1                    | 2                    | 4                    | 1                    | 3                    | 5                    | 9                    | 1                    | 2                    | 1                    | 2                    | 6                    | 2                    | 670                  | 154                  | N/A      |

Anmerkung: Die Statistik berücksichtigt nur Ergebnisse im Einzel. Eine Ausnahme bildet der Davis Cup, wo eine erreichte Runde auch dann angegeben wird, wenn der Spieler nur im Doppel eingesetzt worden ist.
Legende: S = Turniersieg; F = unterlegener Finalist; HF, VF, AF = ausgeschieden im Halb-, Viertel-, Achtelfinale; 3R, 2R, 1R = ausgeschieden in der 3., 2., 1. Runde; RR (Round Robin) = ausgeschieden in der Gruppenphase; B = Bronzemedaille; KF (Kleines Finale) = unterlegen im Spiel um Platz drei; PO (Playoff) = Auf- und Abstiegsrunde für die Weltgruppe im Davis Cup; K1, K2, K3, K4 = Teilnahme in der Kontinentalgruppe I, II, III, IV im Davis Cup.